# Kalina
Kalina (Viburnum) je rod rostlin patřící do čeledi kalinovité (Viburnaceae). Obsahuje cca 200 druhů. Jedná se o opadavé či stálezelené keře či malé stromy s jednoduchými vstřícnými listy a bohatým květenstvím, jejich plody jsou vysychavé či dužnaté peckovice. Rozšířené jsou v mírném a subtropickém pásu severní polokoule a v horách tropů. Nejvíce druhů roste ve východní Asii (především v Číně), v horách Střední a Jižní Ameriky a na severovýchodě Severní Ameriky, největší fylogenetická diverzita je v jihovýchodní Asii, kde leží též evoluční centrum rodu. V české květeně jsou zastoupeny dva původní druhy: kalina obecná a kalina tušalaj, ve Středomoří roste kalina modroplodá. 
Mnohé kaliny patří mezi oblíbené okrasné keře, pěstované pro estetický účinek nápadných, mnohdy i vonných květů, barevných plodů a zajímavého olistění. Květy i plody mají ekologický význam jako potrava pro živočichy a zdroj nektaru. Plody některých druhů jsou jedlé i pro člověka, jiné jsou mírně jedovaté nebo poživatelné pouze po převaření; kůra a listy mají uplatnění v lidové medicíně. Kalina obecná je významným prvkem ve folklóru a národní mytologii východních Slovanů, především Ukrajinců a Rusů.

## Popis

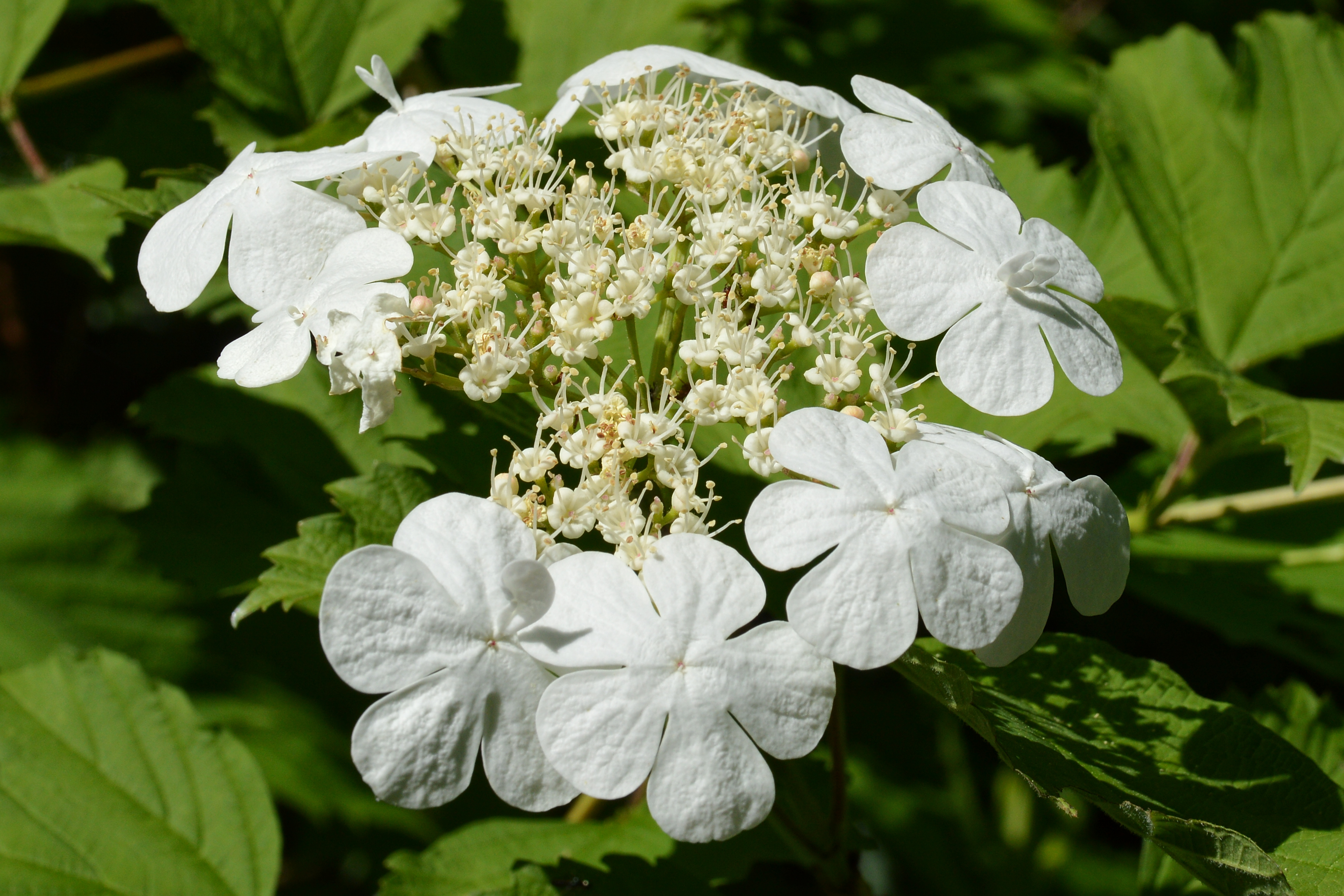
Detail květenství kaliny obecné se zvětšenými sterilními květy na okraji a drobnými plodnými ve středu

Kaliny jsou opadavé, poloopadavé nebo méně často stálezelené keře, vzácněji i nízké stromy. Nemají trny. Listy jsou jednoduché, vstřícné, celistvé až hluboce laločnaté, celokrajné nebo zubaté, lysé až hustě chlupaté. Často jsou tuhé, kožovité, u některých druhů též svraskalé. Palisty jsou drobné, u řady druhů chybějí. U většiny druhů jsou na listech vyvinuta mimokvětní nektária, která jsou umístěna buď v horní části řapíku, a nebo na spodní straně listové čepele. Letorosty a mladé větve jsou lysé, nebo hustě až plstnatě chlupaté; odění je z jednoduchých, hvězdovitých, vzácněji šupinovitých trichomů.
Květenství jsou vrcholová, nejčastěji se jedná o ploché, vypouklé až kulovité mnohoramenné vrcholíky. Květy jsou oboupohlavné, pravidelné, pětičetné. V okrajových částech květenství jsou u některých druhů přítomny asymetrické zvětšené květy, které jsou sterilní; některé kultivary mají květenství složena jen z těchto sterilních květů. Kalich je drobný, se 3 až 5 cípy. Koruna je kolovitá, nálevkovitá, u některých druhů až trubkovitá, s krátkou trubkou a na vrcholu s 5 korunními cípy; barvu má obvykle bílou či bělavě narůžovělou, výjimečně i nažloutlou či růžově červenou. Na dně květu bývá vyvinut nektariový disk. Tyčinek je 5 a přesahují korunu. Semeník je trojpouzdrý, spodní nebo polospodní, s krátkou čnělkou. Vyvíjí se jen 1 pouzdro. Plodem je kulovitá až elipsoidní jednosemenná peckovice, někdy nápadně zploštělá. Zralé plody jsou nejčastěji červené nebo černé, u některých druhů modravé nebo nažloutlé, dužnaté nebo záhy vysýchavé. Pecka je zploštělá.

Základní chromozómové číslo je x=9, u některých druhů (V. odoratissimum a další ze sekce Solenotinus, V. plicatum) x=8. Převážná většina druhů je diploidních (2n=18, resp. 16), polyploidie či dysploidie se vyskytuje jen zřídka.

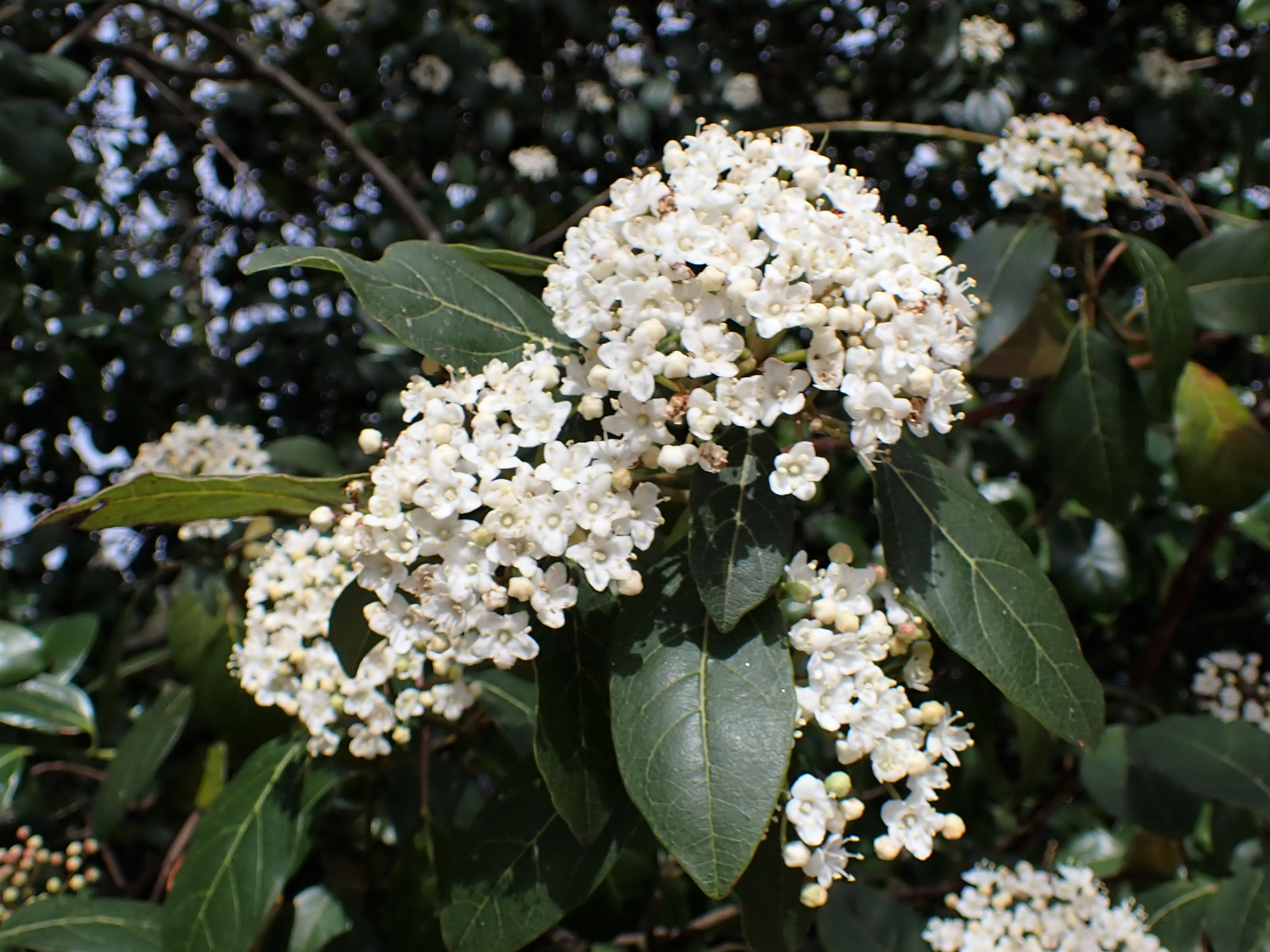
Květenství kaliny modroplodé bez zvětšených sterilních květů
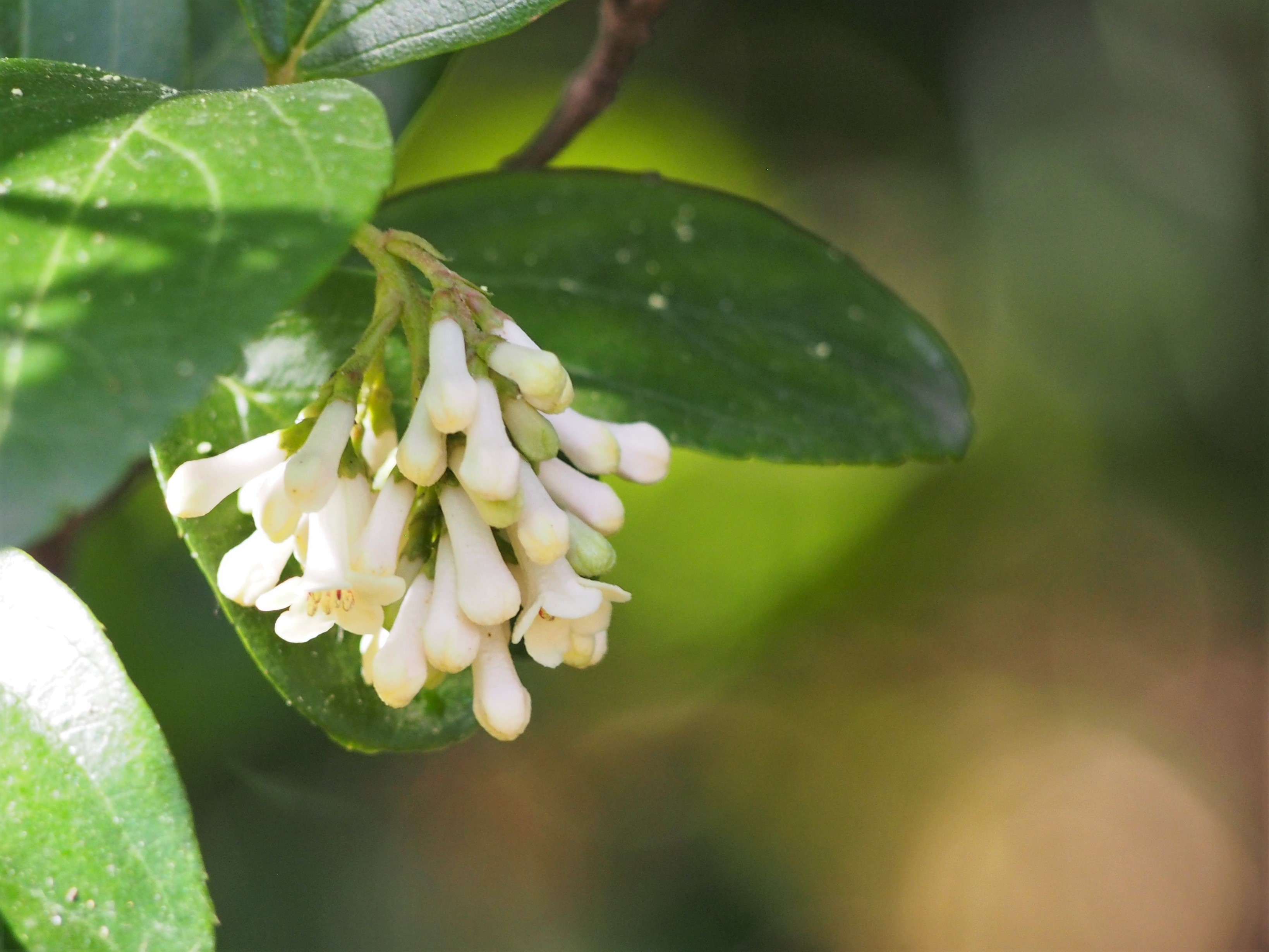
Skloněná květenství kaliny převislé (Viburnum suspensum)
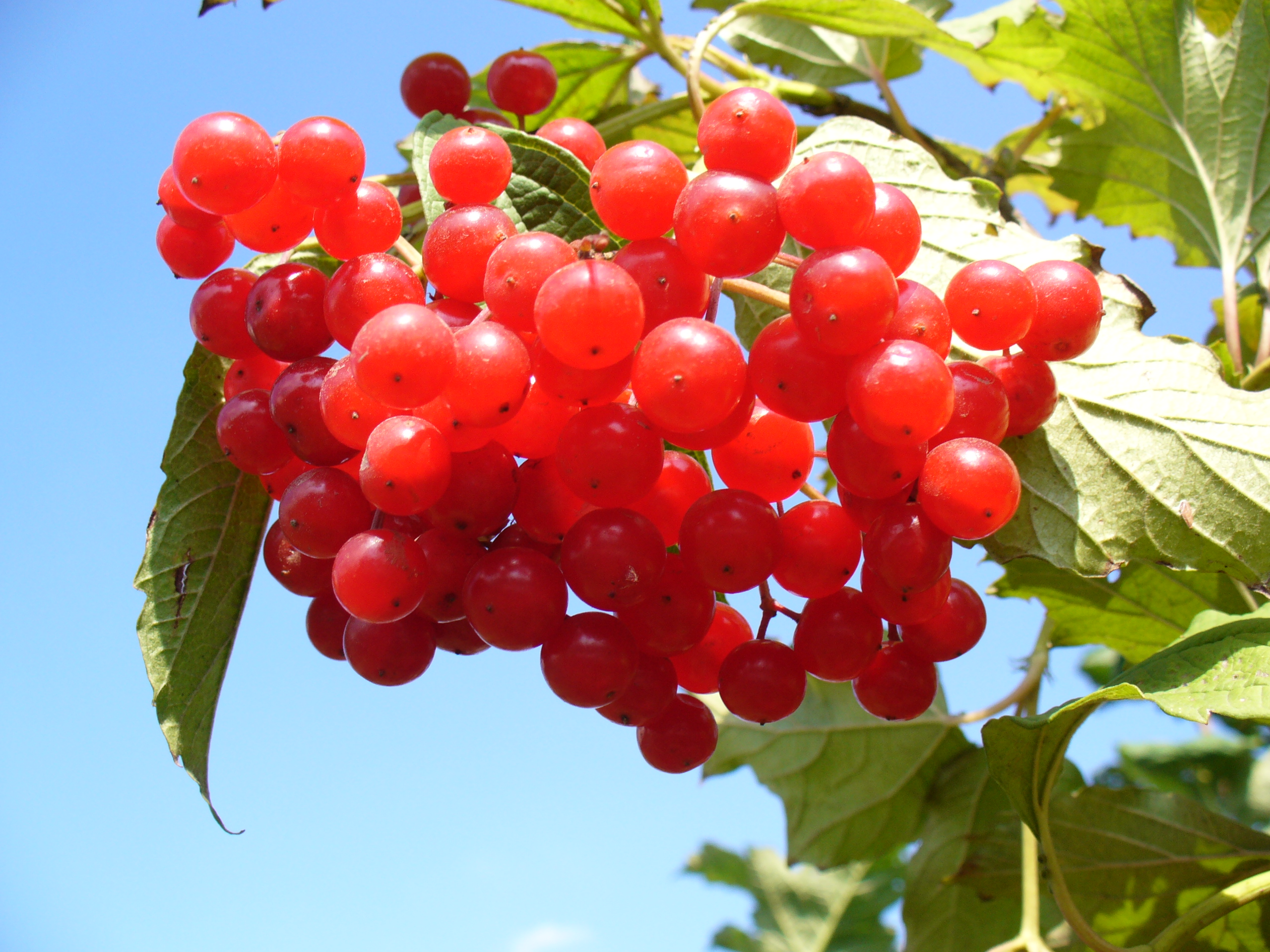
Plody kaliny obecné
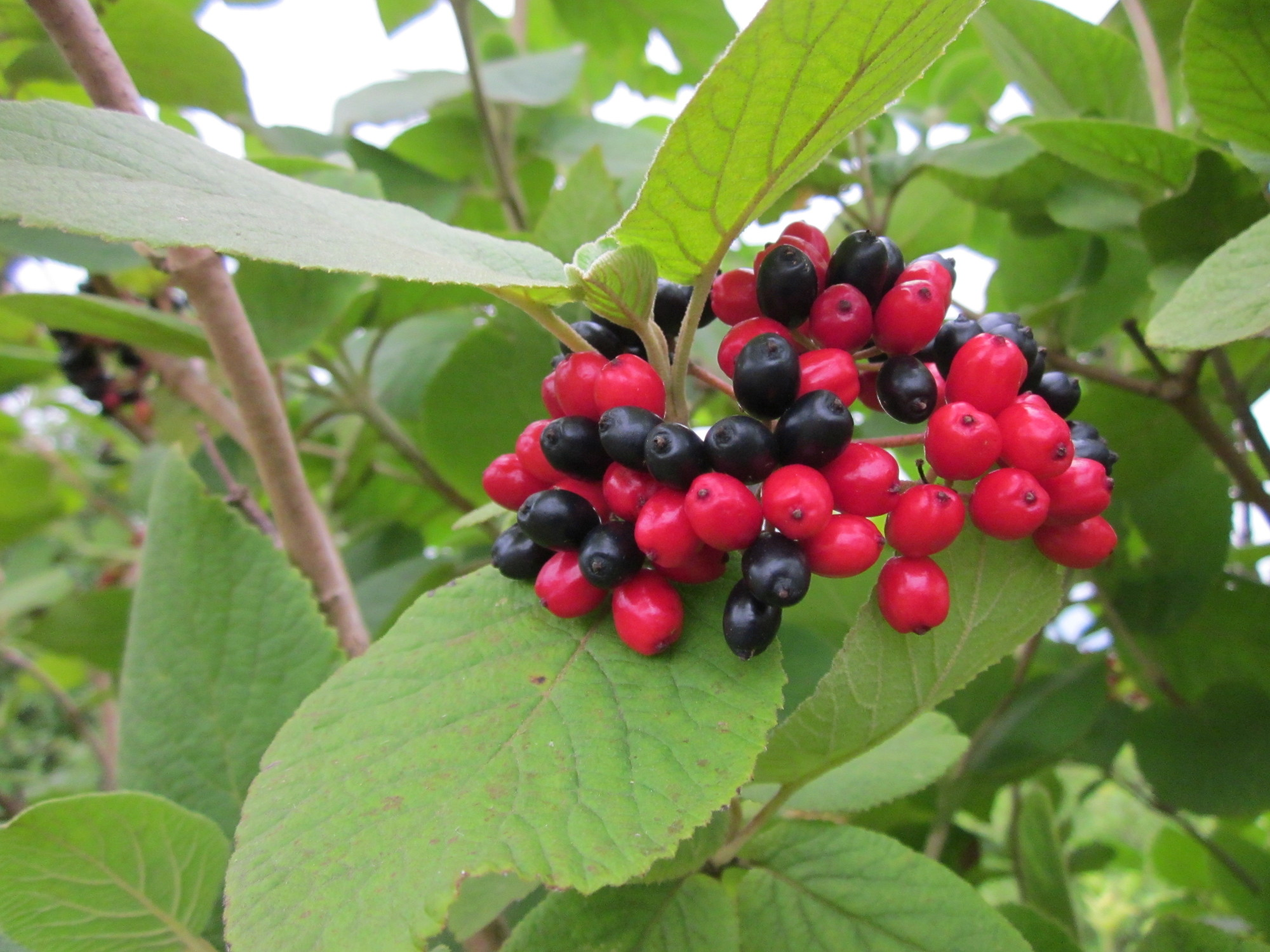
Dozrávající plodenství kaliny tušalaje: nezralé plody červené, zralé černé
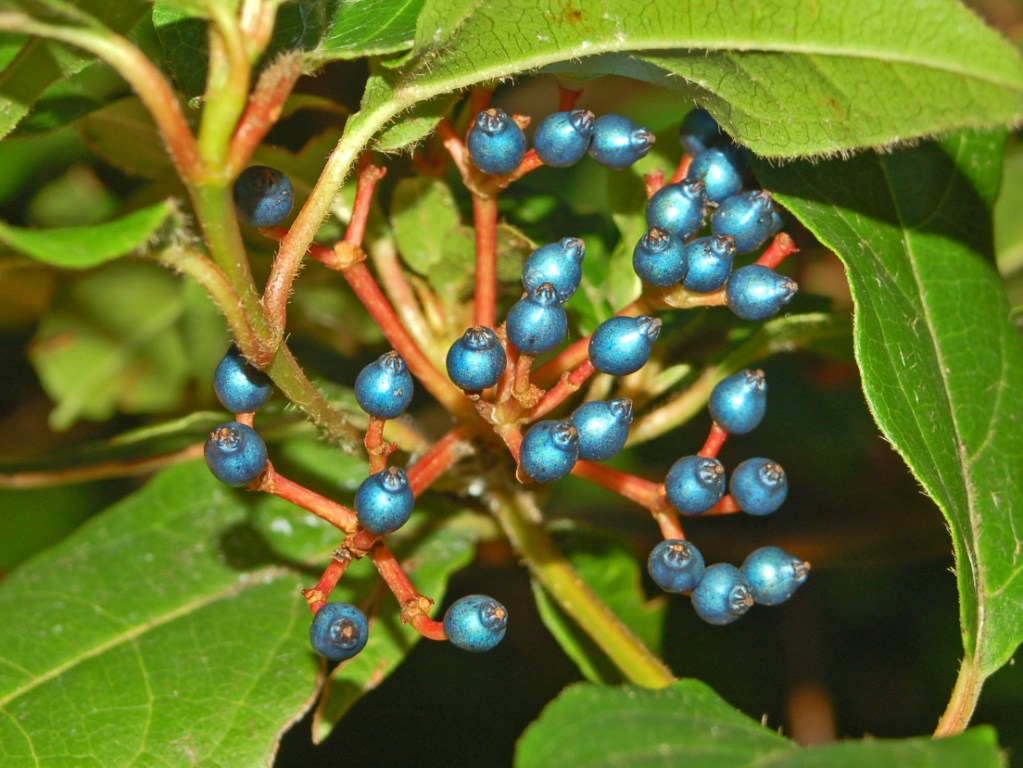
Plody kaliny modroplodé
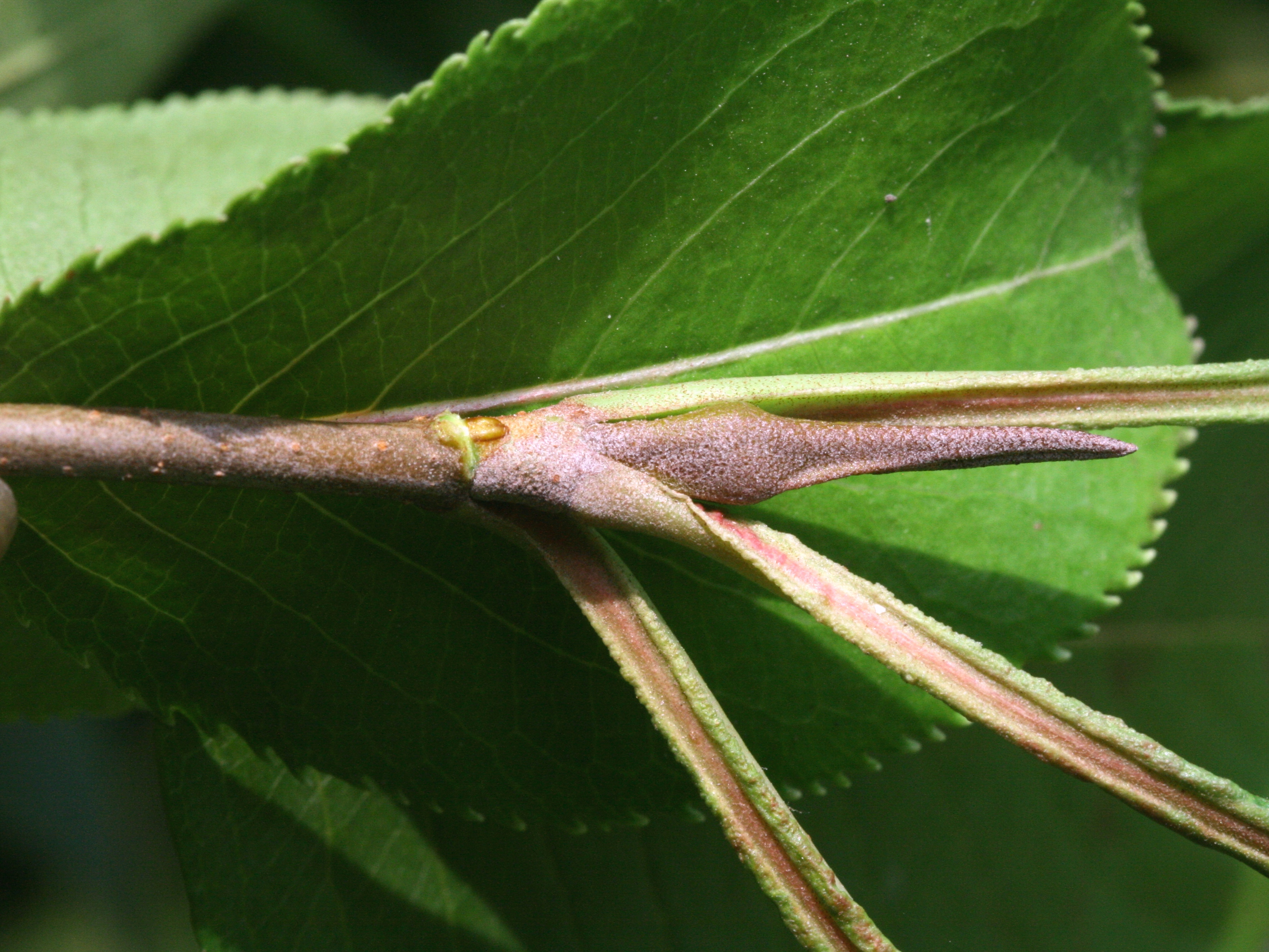
Detail krytého pupenu kaliny severoamerické
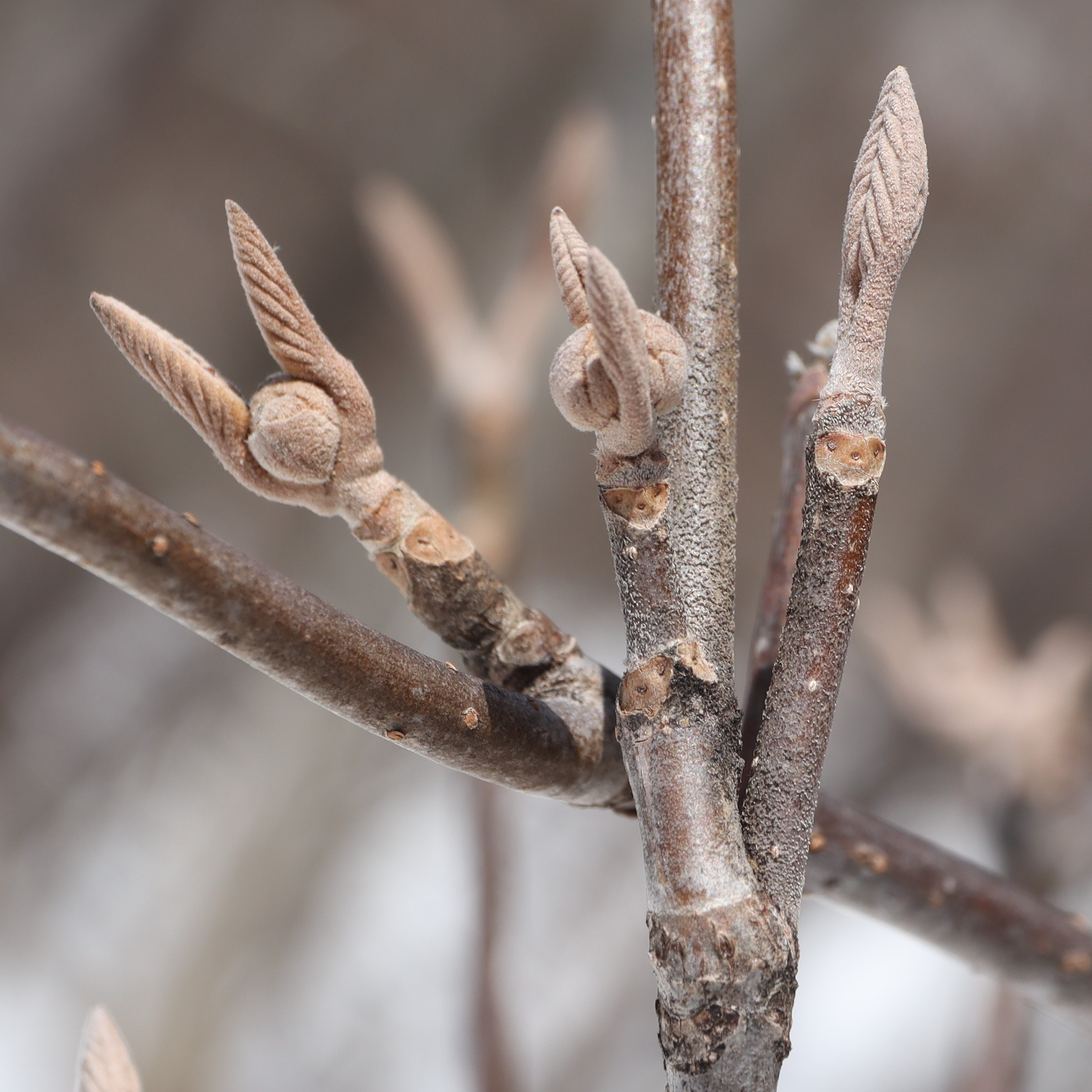
Nahé pupeny kaliny rozsochaté (Viburnum furcatum)

## Rozšíření

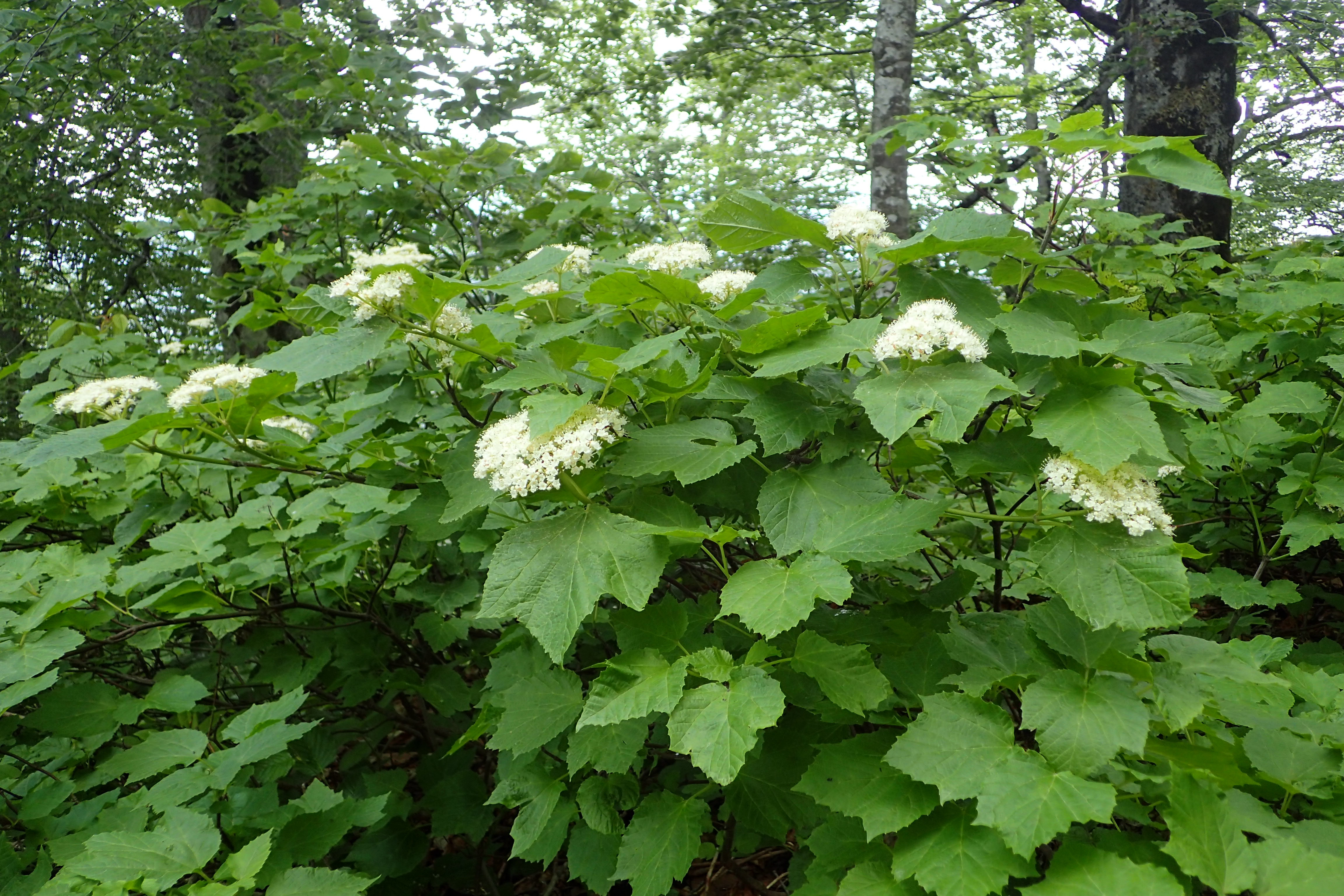
Kalina východní (Viburnum orientale) na přirozeném stanovišti v podrostu kavkazské bučiny, Gruzie

Rod kalina zahrnuje asi 200 druhů. Je rozšířen především v mírném a subtropickém pásu severní polokoule, tedy na většině území Eurasie a Severní Ameriky, zasahuje též na sever Afriky (pohoří Atlas). Dále se vyskytuje v jihovýchodní Asii a Papuasii, v horách tropické Střední a Jižní Ameriky a v Karibiku. Nejvíce druhů se vyskytuje ve východní Asii (jen v samotné Číně 73 druhů, z toho 45 endemických) a v mlžných horských lesích Střední a Jižní Ameriky (sekce Oreinotinus), dosti velkého druhového bohatství dosahuje rod také v atlantické (východní) části Severní Ameriky. Centrem největší fylogenetické diverzity je jihovýchodní Asie, kde jsou též jeho evoluční kořeny. Chybí v subsaharské Africe, na úplném jihu Jižní Ameriky a v Austrálii, stejně jako v nejsušších pouštních a polopouštních oblastech Eurasie. Zástupci rodu rostou převážně v keřovém patře tropických horských lesů, mlžných, temperátních a boreálních lesů, v lesních pláštích, v křovinách podél vodních toků a cest, v lesostepích a podobně; mnohé preferují zamokřené půdy a zastínění, jiné jsou suchomilnými druhy otevřených stanovišť. 

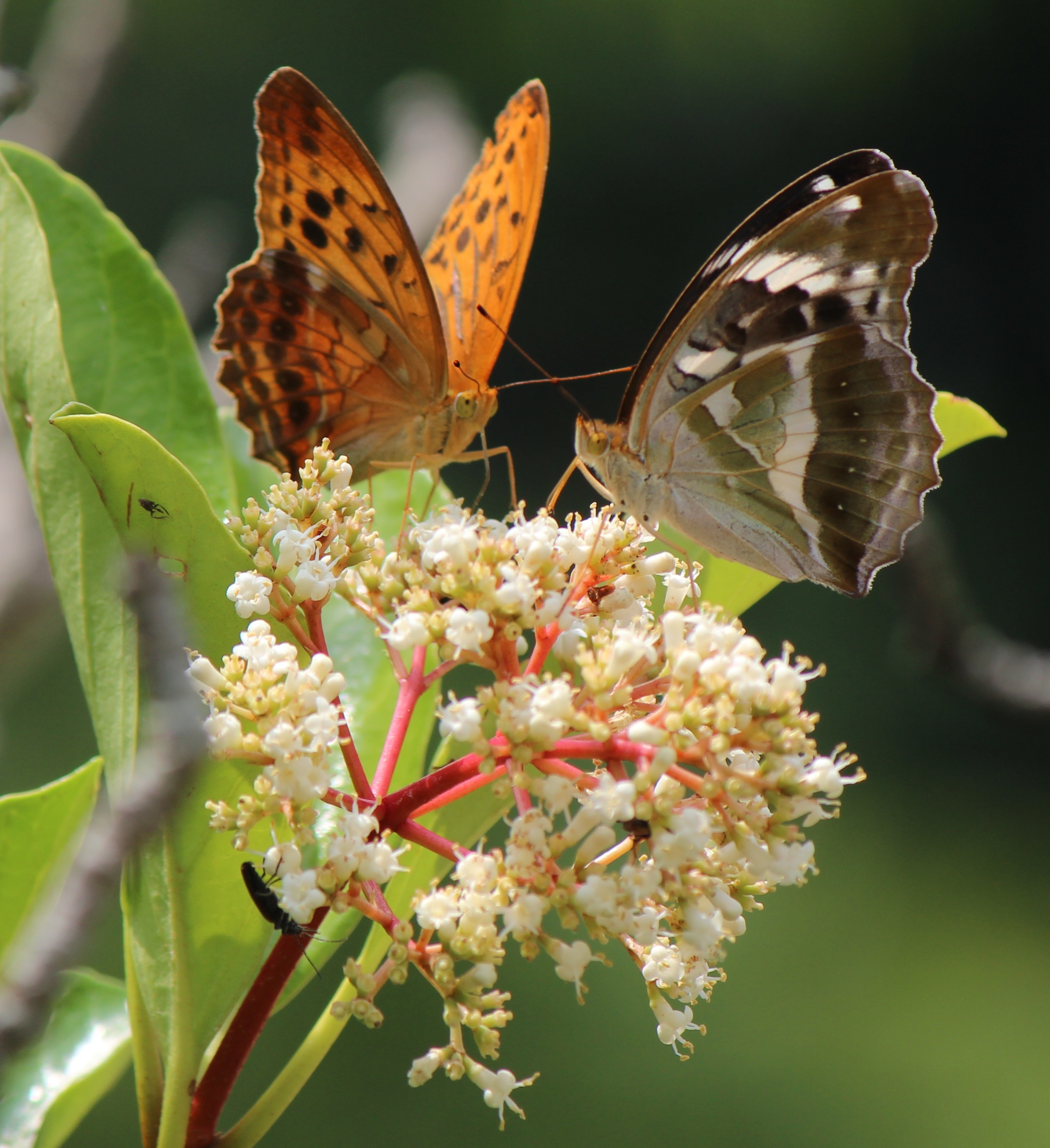
Motýli na květech kaliny libovonné (Viburnum odoratissimum)

V ČR jsou původní dva druhy: na většině území na vlhčích, těžších půdách lužních a listnatých lesů a lemových křovin je běžná kalina obecná (Viburnum opulus), v suchých a teplých oblastech jižní Moravy a severozápadních Čech i vápnomilná kalina tušalaj (Viburnum lantana). Zavlečeným neofytem je místy zplaňující okrasná kalina vrásčitolistá (Viburnum rhytidophyllum). V jižní Evropě roste třetí evropský druh, stálezelená kalina modroplodá (Viburnum tinus); dva jeho blízcí příbuzní (respektive jeho poddruhy) jsou endemity Makaronésie: kalina kanárská (Viburnum rugosum) na Kanárských ostrovech, kalina azorská (V. treleasei) na Azorech. Populace kaliny tušalaje z krasových oblastí Bosny a Černé hory (masivy Lovčen a Orjen) jsou někdy označovány za samostatný druh Viburnum maculatum.

## Ekologické interakce
Květy kalin jsou opylovány primárně hmyzem. Lze je řadit mezi medonosné rostliny, včelám poskytují průměrnou až dobrou snůšku nektaru i pylu, převážně však v době, kdy je jiné potravy dostatek; cennější jsou tak v tomto smyslu časně kvetoucí druhy. Plody jsou konzumovány ptactvem, které tak přispívá k šíření semen, živí se jimi též mnozí savci (myšovití, jelenovití, skunkové, čipmankové, ale i medvědi). Listy slouží jako potrava housenkám řady motýlů, například některých lišajovitých, modráskovitých nebo soumračníkovitých. Holožír mohou způsobovat larvy brouka bázlivce kalinového (Pyrrhalta viburni), zejména na amerických druzích, které s ním neprošly společnou evolucí. Kořeny formují vztahy arbuskulární mykorhizy s houbami.

## Fylogeneze, taxonomie a systematika

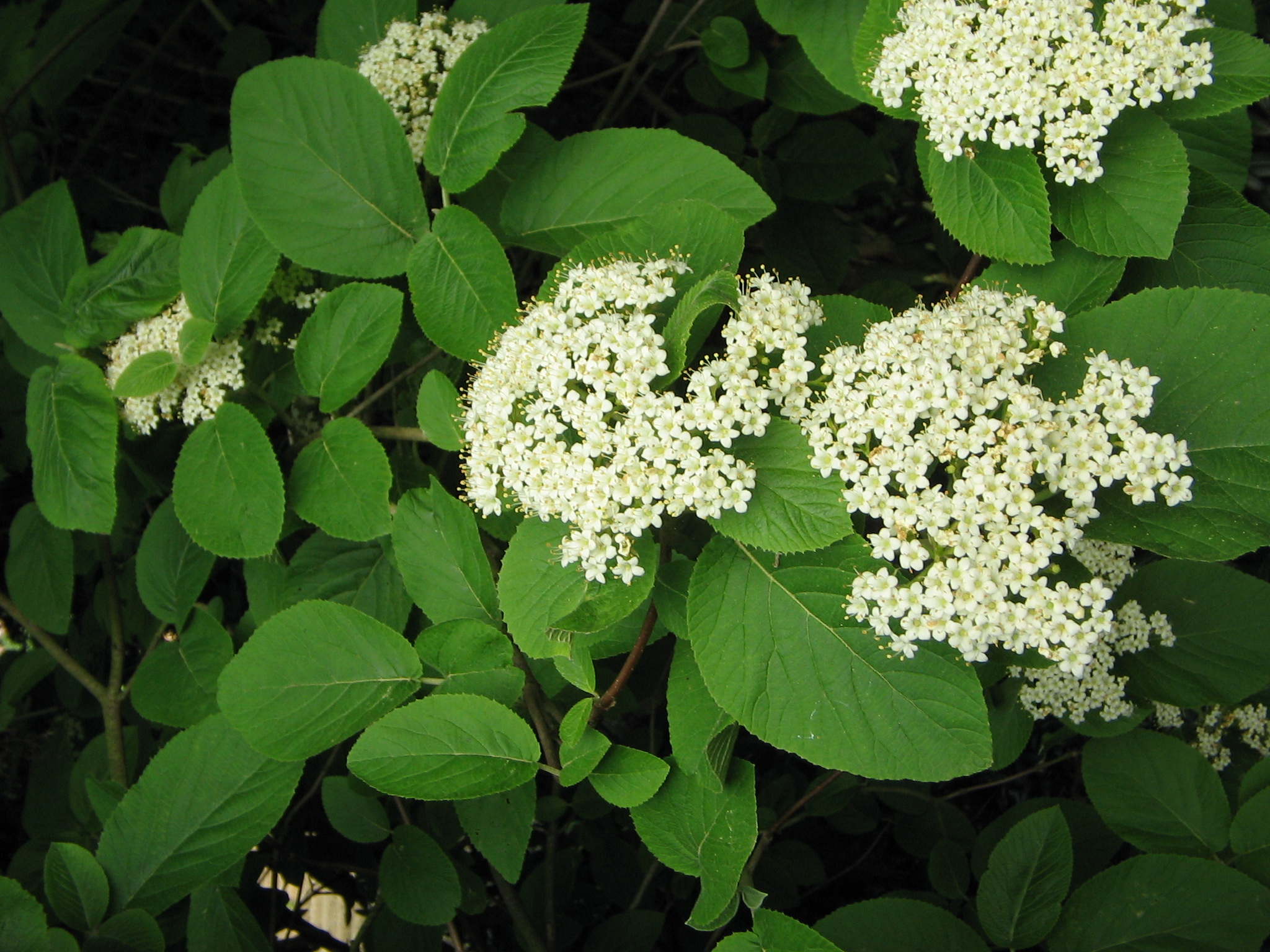
Kalina tušalaj, typový druh rodu

Rod Viburnum popsal Carl Linné v knize Species plantarum z roku 1753, v tradičních systémech byl řazen do čeledi zimolezovité (Caprifoliaceae), případně do svébytné čeledi kalinovité (Viburnaceae Raf., 1820). Systém APG jej spolu s rody Sambucus a Adoxa zařadil do nové čeledi pižmovkovité (Adoxaceae), jejíž jméno bylo později změněno na kalinovité coby nomen conservandum (Viburnaceae E.Mey., 1839). Blízce příbuzným rodem je bez (Sambucus), s nímž sdílí některé anatomické a morfologické rysy. Za typový druh byla stanovena kalina tušalaj (V. lantana).
V literatuře je rod tradičně členěn do 10 sekcí, z nichž se však ne všechny při fylogenetických molekulárních výzkumech ukázaly jako monofyletické (především původní velká sekce Megalotinus). Nověji bylo v rámci rodu odhaleno 15 fylogenetických větví (kladů) a bazální druh celého rodu, jímž je Viburnum clemensiae ze severního Bornea. Evoluční vydělení rodu se datuje do pozdní křídy a jeho původním habitatem byly s největší pravděpodobností vlhké stálezelené lesy teplého mírného klimatu na východě a jihovýchodě Asie; odtud se rod šířil jednak na jih do tropů, jednak na severovýchod a severozápad do chladnějších a sušších biomů. Do Severní Ameriky druh expandoval nejdříve pacifickou cestou přes Beringii, později též severoatlantickým mostem z Evropy. Diferenciace hlavních evolučních linií uvnitř rodu probíhaly během oligocénu, většina druhů je původu miocenního a mladšího. Relativně nedávná evoluční radiace v sekci Oreinotinus proběhla podle všeho v horách Střední a Jižní Ameriky.

### Systematický přehled
Pouze vybraní zástupci. České názvy dle stránky BioLib a Praktické dendrologie od Karla Hieka.

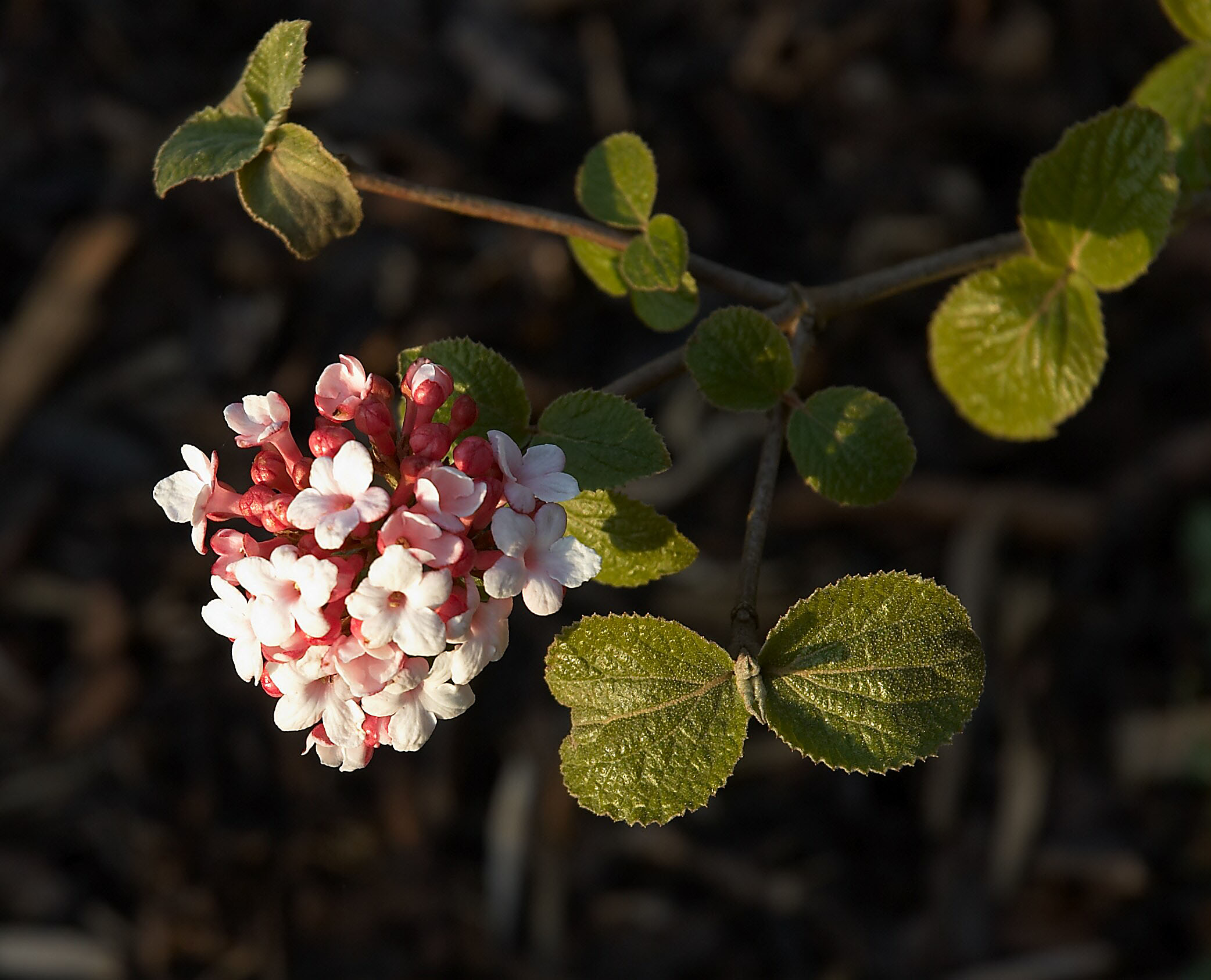
Kalina Carlesiova

Lantana (též Viburnum či Euviburnum) – asi 20 druhů v Asii a 1 v Evropě, výhradně v mírném klimatu; zimní pupeny nahé, květenství bez zvětšených sterilních květů, plody zprvu červené, později černé

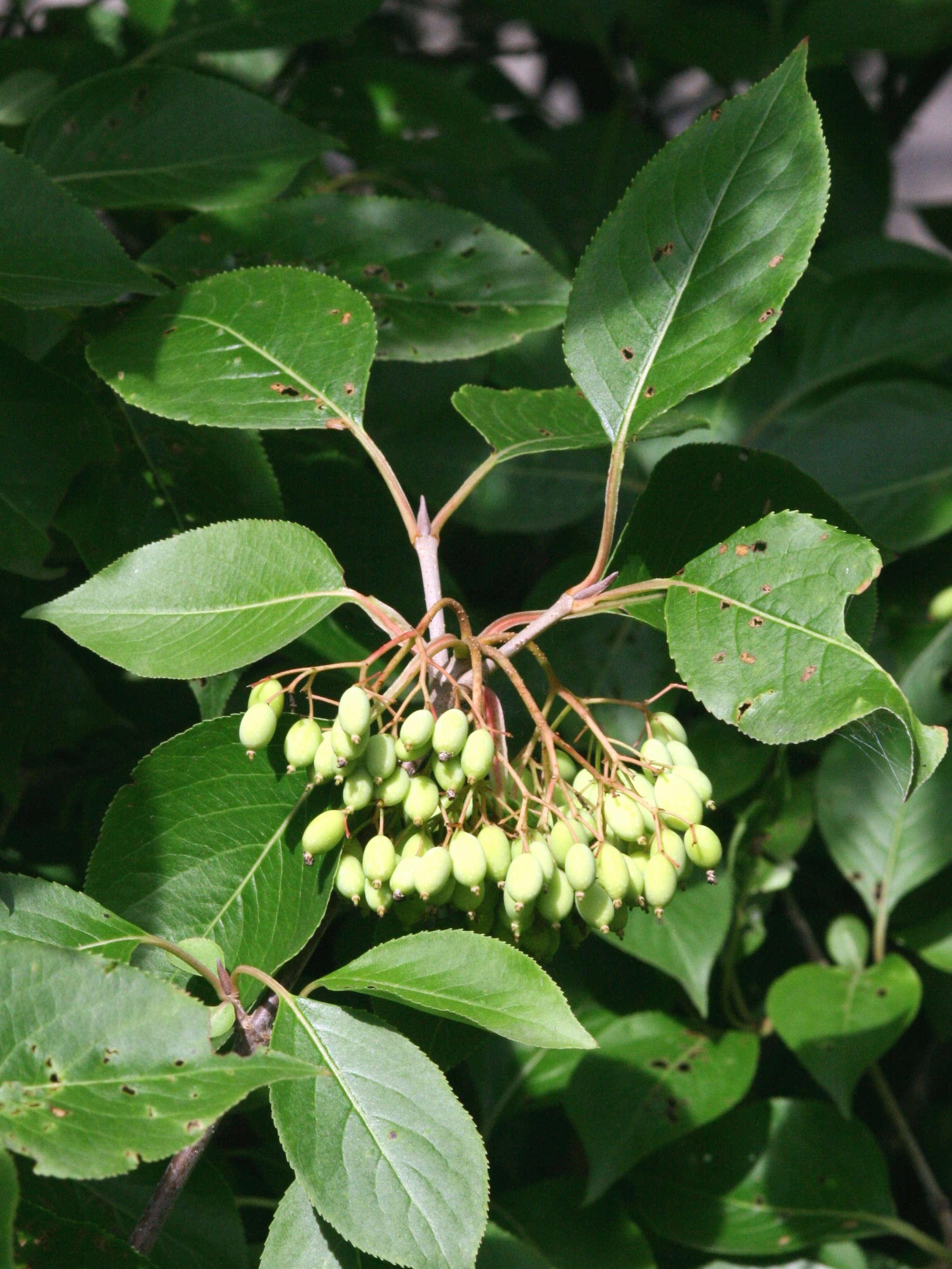
Kalina višňolistá

- kalina Carlesiova (Viburnum carlesii), syn. kalina korejská – Korea, Japonsko
- kalina tušalaj (Viburnum lantana) – Evropa, západní Asie
- kalina vrásčitolistá (Viburnum rhytidophyllum) – Čína
- kalina užitečná (Viburnum utile) – Čína
- kalina čínská (Viburnum macrocephalum) – Čína
- kalina burjatská (Viburnum burejaeticum) – Mongolsko, Čína, ruský Dálný východ
- kalina mongolská (Viburnum burejaeticum) – Mongolsko, Čína, jihovýchodní Sibiř
- kalina komulovitá (Viburnum buddleifolium) – Čína
- kalina Veitchova (Viburnum veitchii) – Čína, Tibet, Myanmar

Lentago – převážně mírné až subtropické oblasti Severní Ameriky
- kalina severoamerická (Viburnum lentago) – Kanada, USA
- kalina višňolistá (Viburnum prunifolium) – východ a střed USA
- kalina kasiniovitá (Viburnum cassinoides) – východ a střed Severní Ameriky
- kalina nahá (Viburnum nudum) – východ a středojih USA
- kalina opakvejčitá (Viburnum obovatum) – jihovýchod USA
- kalina rezavochlupá (Viburnum rufidulum) – USA

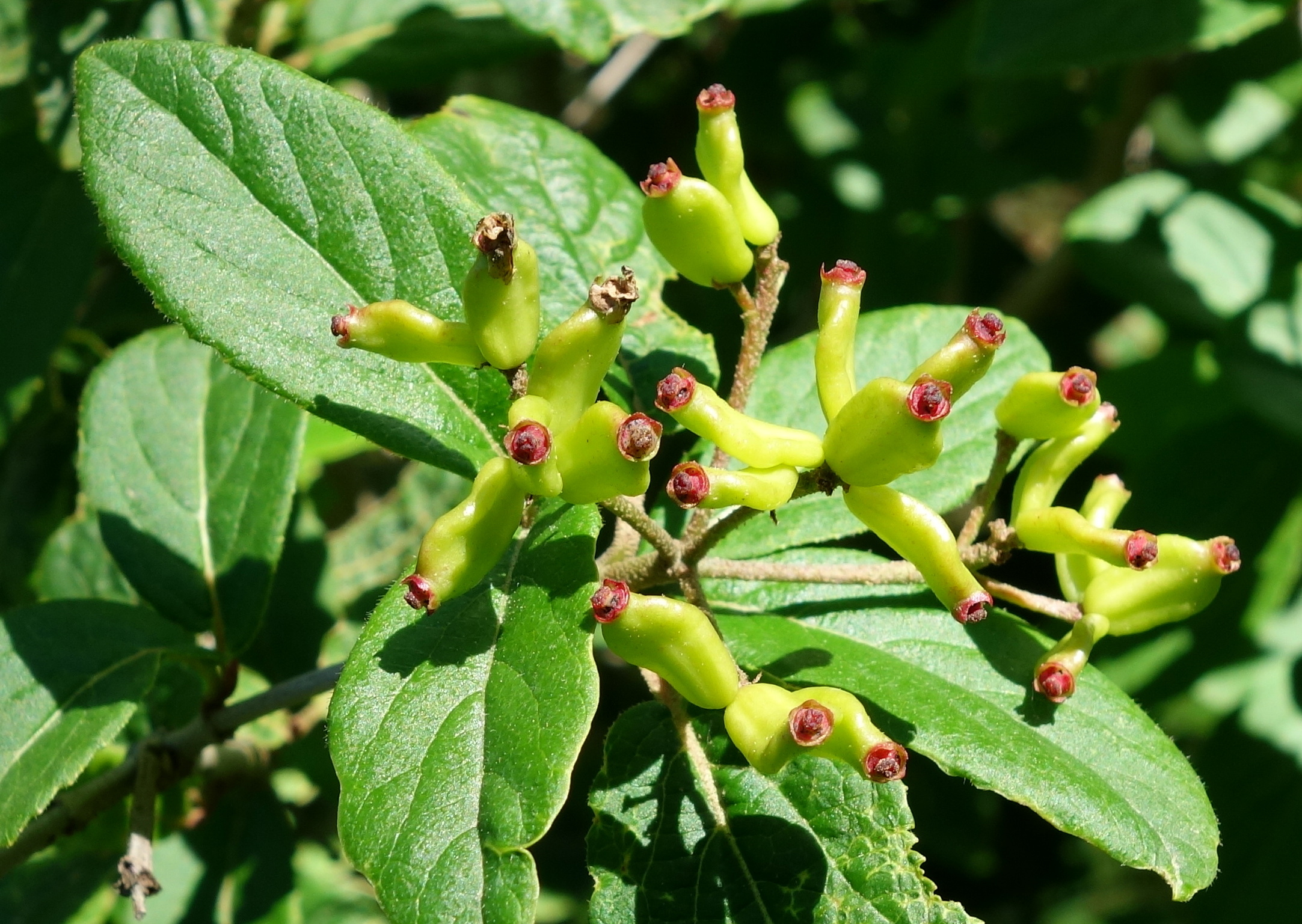
Čerstvě odkvetlá kalina burjatská

Pseudotinus – 4 druhy v Asii a Severní Americe, zimní pupeny nahé, květenství je téměř přisedlý složený vrcholík podobný okolíku, bez zvětšených sterilních květů
- kalina tušalajovitá (Viburnum lantanoides) – severovýchod Severní Ameriky
- kalina rozsochatá (Viburnum furcatum) – Korea, Japonsko, Sachalin

- V. cordifolium, V. nervosum

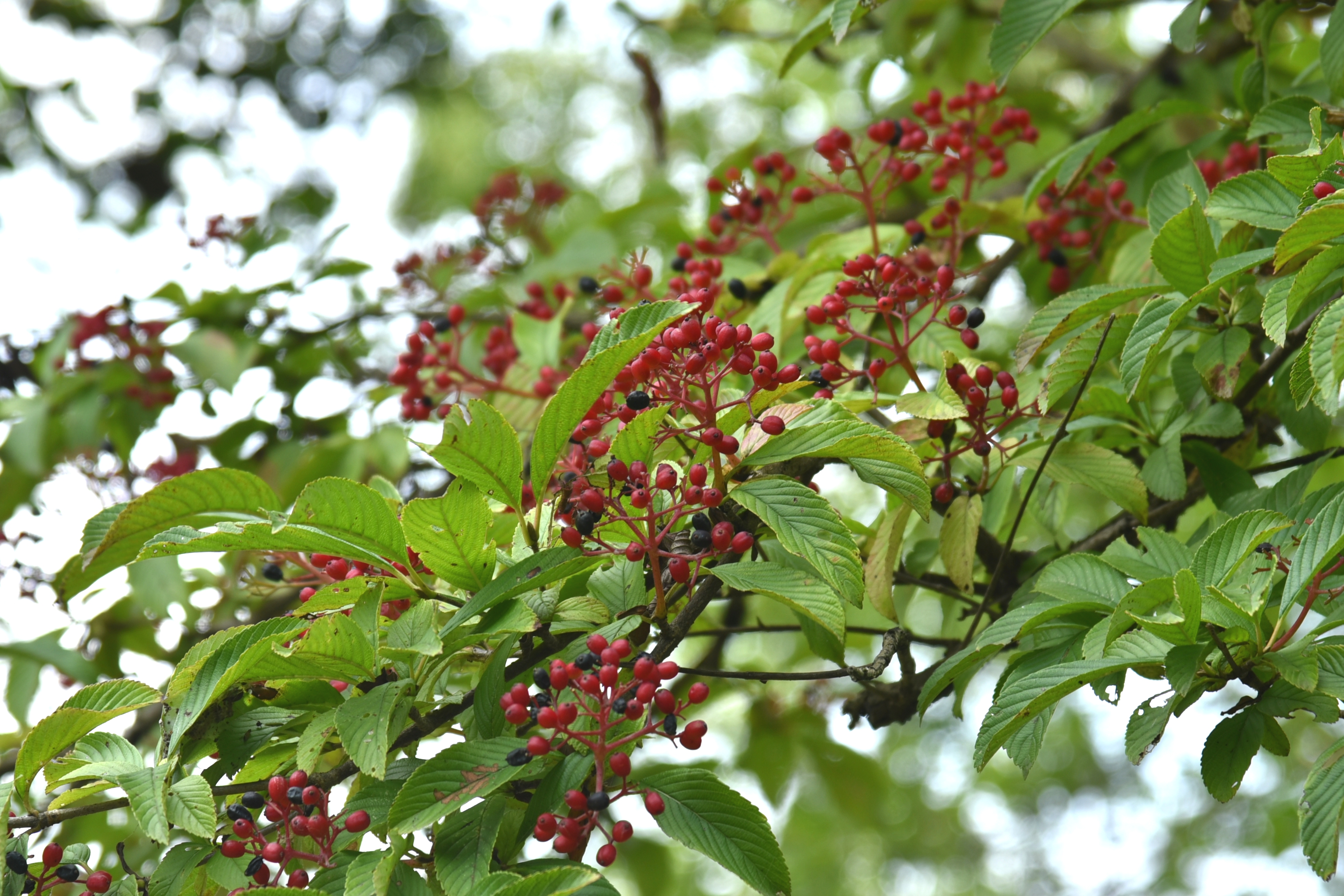
Kalina Sieboldova

Solenotinus – asi 20 druhů v mírných a subtropických oblastech Asie, zimní pupeny se 2 až 3 páry volných šupin, květenství latovité, pyramidální, bez zvětšených sterilních květů, plody zprvu červené, později černé.
- kalina vonná (Viburnum farreri) – Čína
- kalina Sieboldova (Viburnum sieboldii) – Japonsko
- kalina Henryho (Viburnum henryi) – Čína
- kalina libovonná (Viburnum odoratissimum) – východní Asie, Himálaj
- kalina narůžovělá (Viburnum erubescens)  – Čína, Indočína, Himálaj, Indie, Srí Lanka
- kalina převislá (Viburnum suspensum) – endemit Rjúkjúských ostrovů
- kalina velkokvětá (Viburnum grandiflorum) – Himálaj, Pákistán, Tibet

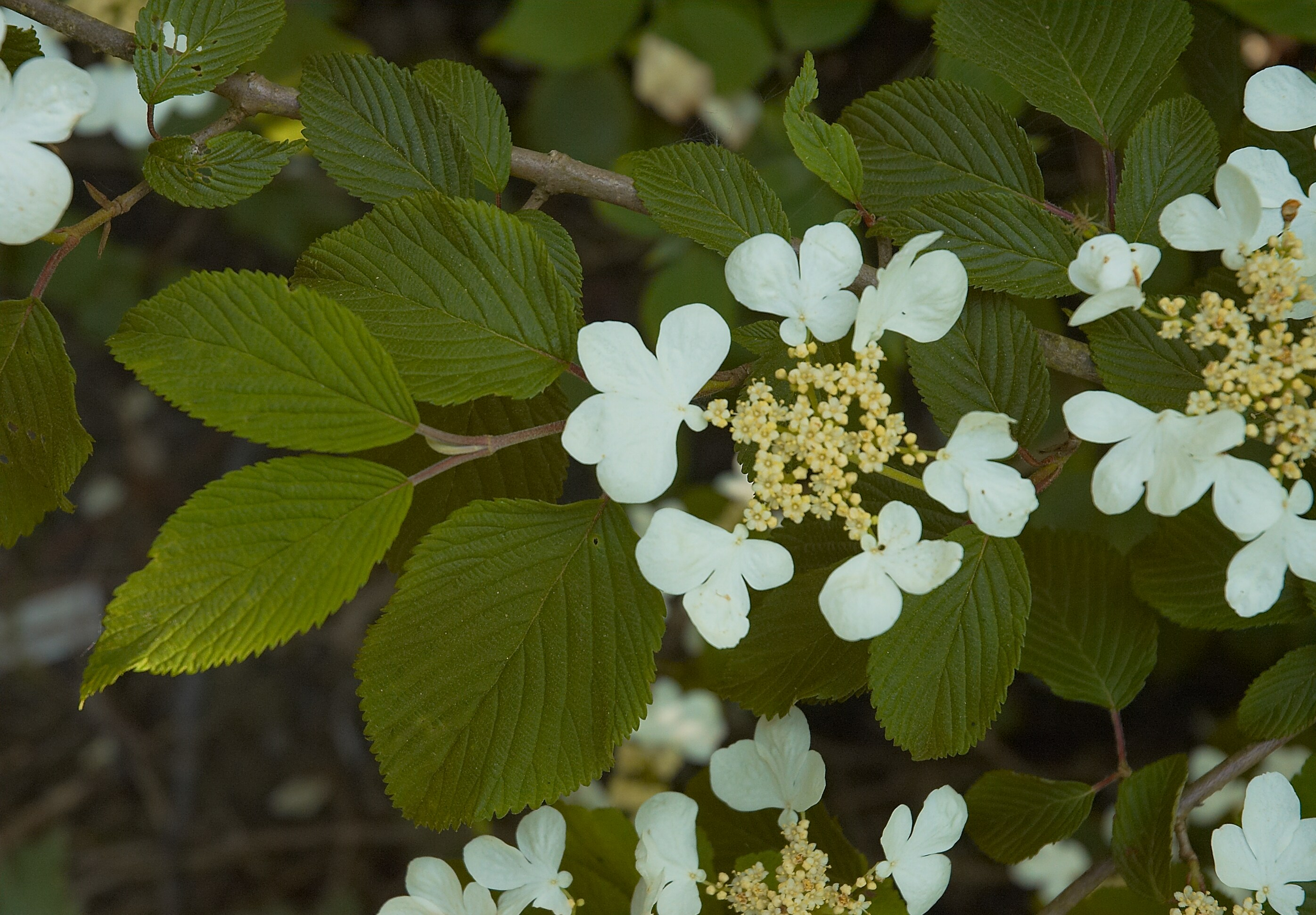
Kalina řasnatá

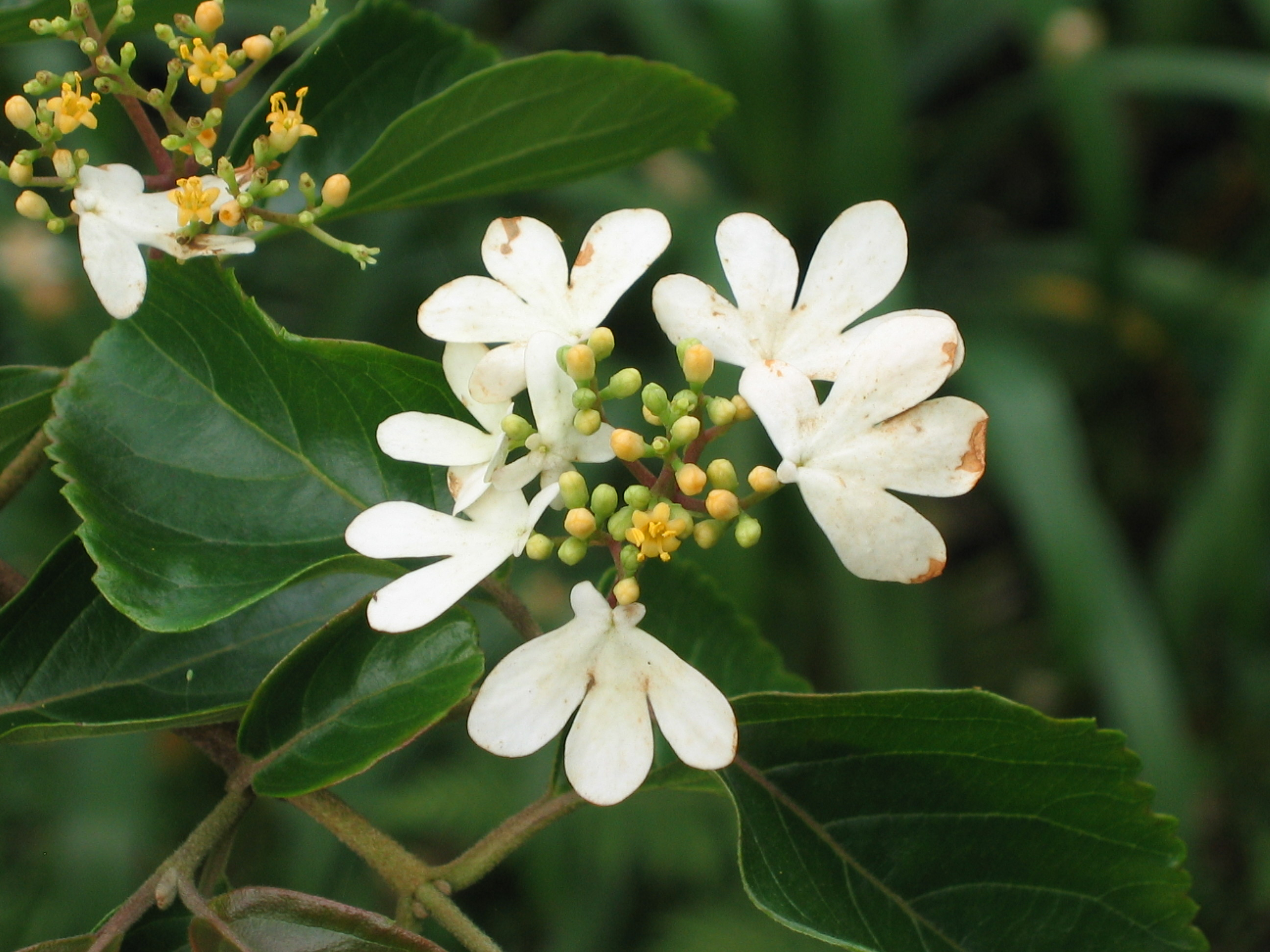
Viburnum hanceanum v Hong-Kongu (sect. Lutescentia)

Lutescentia –  zimní pupeny s 1 párem přirostlých šupin, květenství podobná okolíku, s velkými sterilními květy, plody zprvu červené, zralé pak červené nebo černé; převážně tropická a subtropická Asie
- kalina řasnatá (Viburnum plicatum) – východní Asie
- V. lutescens – jižní Čína a Indočína, Indie, Malajsie

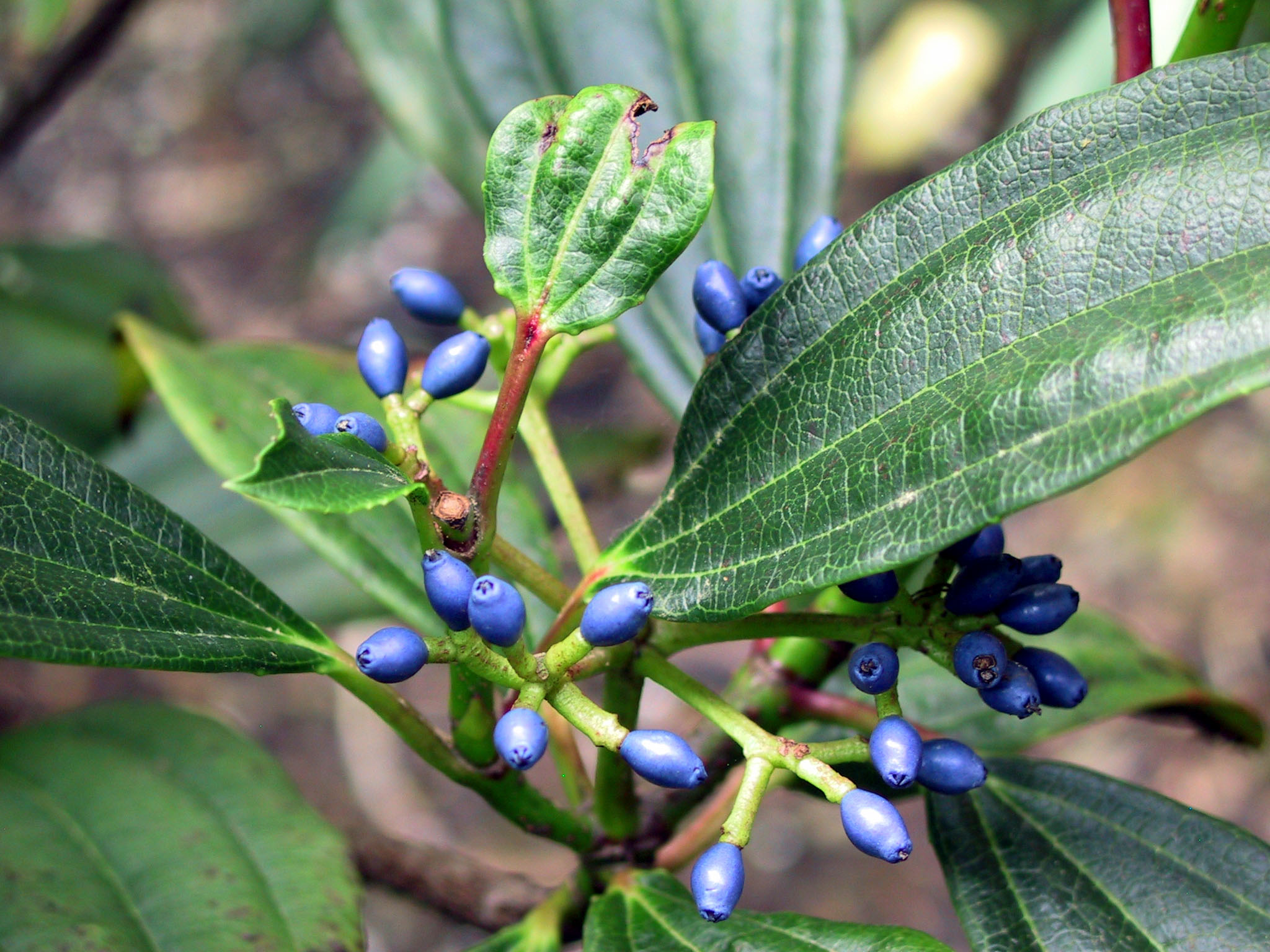
Kalina Davidova

Tinus – 6 až 9 druhů v teplých mírných až subtropických oblastech Eurasie, zimní pupeny s 1 párem volných šupin, květenství bez zvětšených sterilních květů, plody jsou modročerné a nejsou zprvu červené
- kalina modroplodá (Viburnum tinus) – Středomoří
  - kalina kanárská (Viburnum rugosum)
  - kalina azorská (V. treleasei)
- kalina Davidova (Viburnum davidii) – Čína

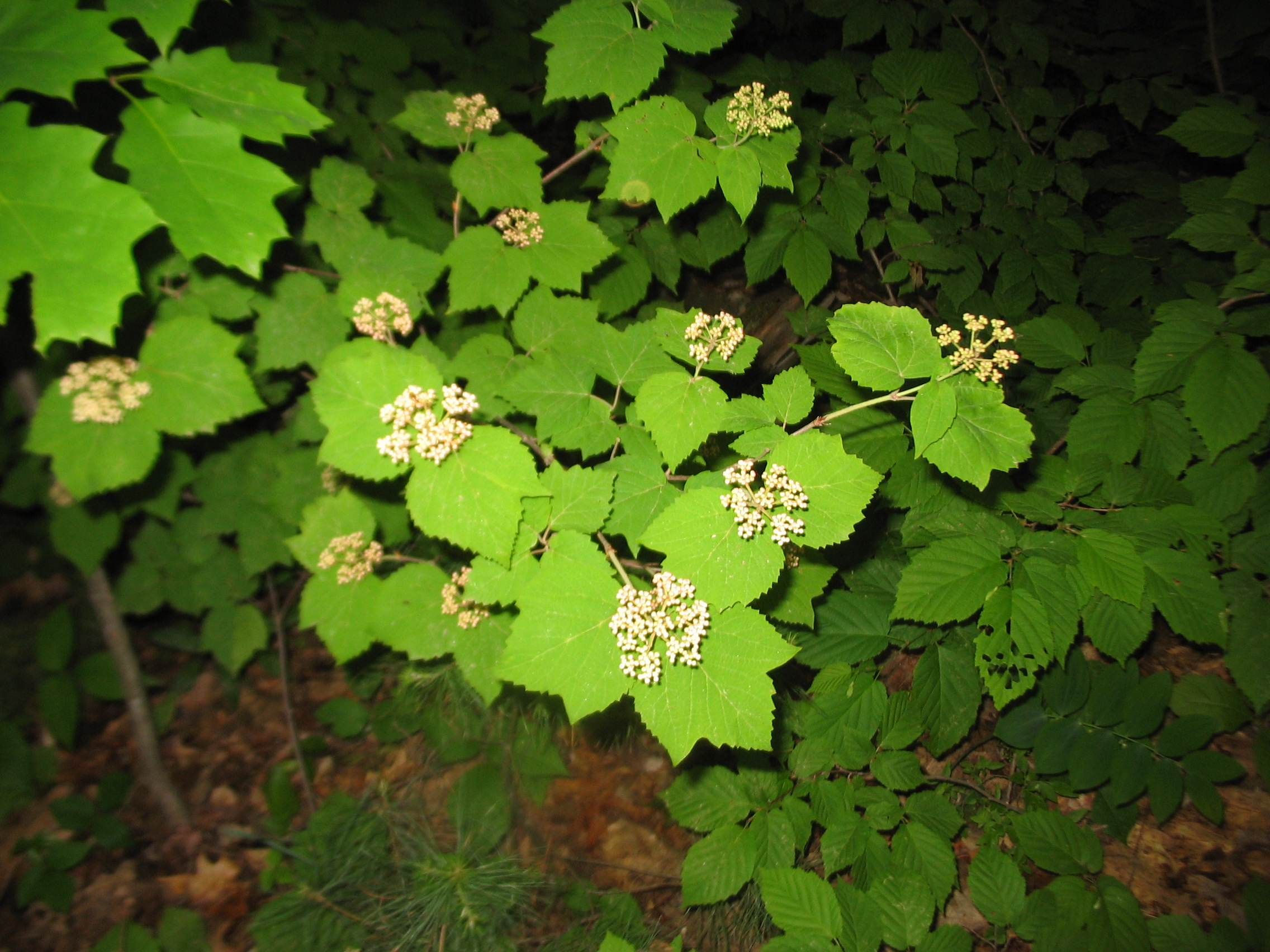
Kalina javorolistá

Lobata – mírný pás, disjunkce mezi Severní Amerikou a Kavkazem
- kalina javorolistá (Viburnum acerifolium) – východ Severní Ameriky
- kalina východní (Viburnum orientale) – Turecko, Kavkaz

Succotinus – mírné a subtropické oblasti Asie
- kalina japonská (Viburnum japonicum) – Japonsko, Tchaj-wan
- kalina břízolistá (Viburnum betulifolium) – Čína, Tibet
- kalina hupejská (Viburnum hupehense) – Čína
- kalina chlupatožilná (Viburnum phlebotrichum) – Japonsko
- kalina rozšířená (Viburnum dilatatum) – východní Asie
- kalina štětinatá (Viburnum setigerum) – Čína, Tchaj-wan
- kalina vykousaná (Viburnum erosum) – východní Asie
- kalina Wrightova (Viburnum wrightii) – Korea, Japonsko, ruský Dálný východ

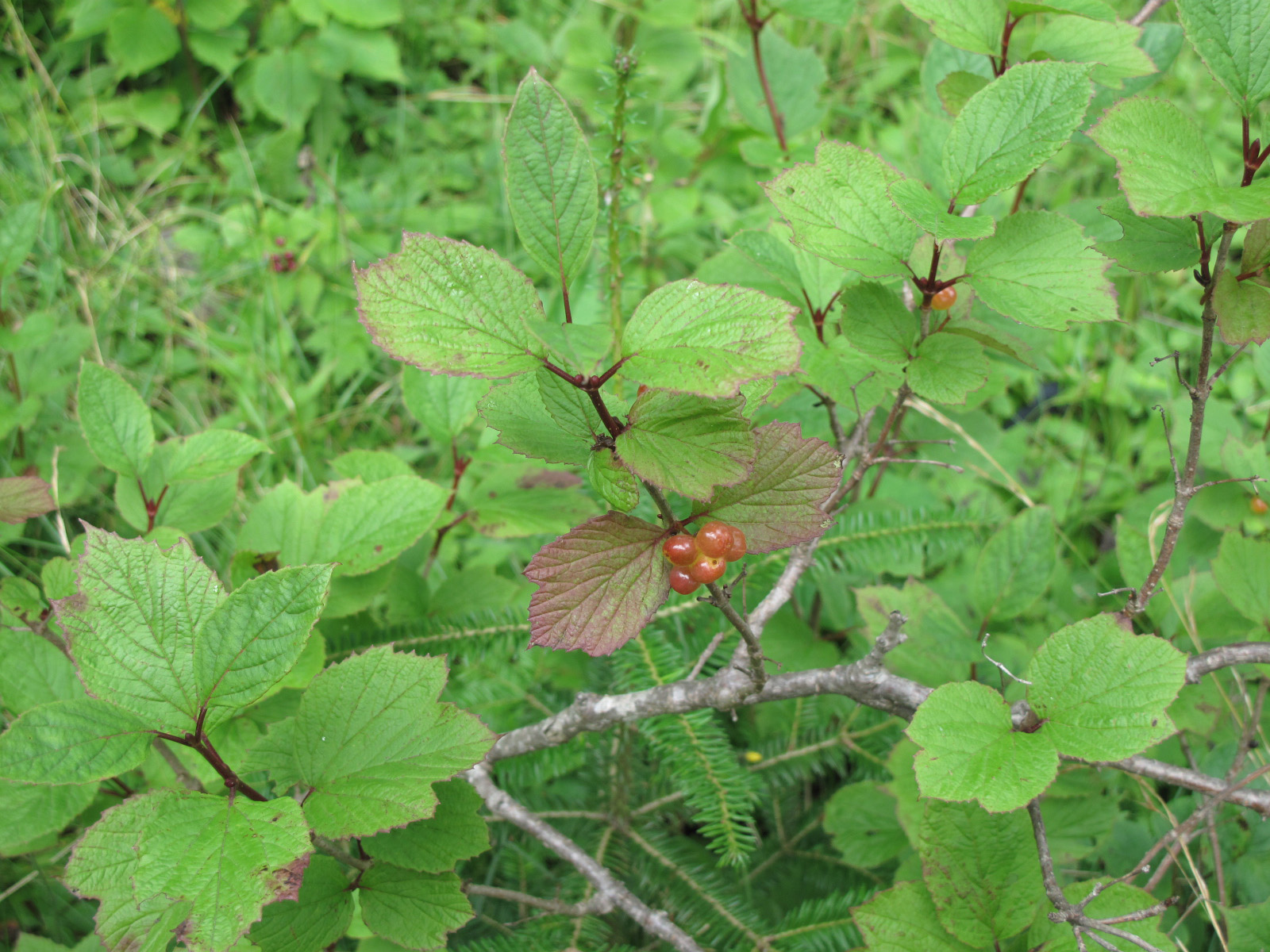
Kalina jedlá s dozrávajícími plody

Opulus – 3 až 5 druhů v mírných a chladných oblastech Eurasie a Severní Ameriky, cirkumboreální areál; zimní pupeny se 2 páry volných šupin, květenství je okolíkovité, plody červené
- kalina obecná (Viburnum opulus) – velký areál v Evropě a západní Asii, sekundárně též v Severní Americe
- kalina jedlá (Viburnum edule) – Aljaška, Kanada, sever USA
- kalina Sargentova (Viburnum sargentii) – východní Asie
- kalina trojlaločná (Viburnum trilobum) – nearktická Kanada, sever USA

Mollotinus – Severní a Střední Amerika
- kalina listenovitá (Viburnum bracteatum) – jihovýchod a středojih USA
- kalina měkká (Viburnum molle)  – východ a střed USA
- kalina Rafinesqueova (Viburnum rafinesquianum) – Kanada, USA
- kalina elipčitá (Viburnum ellipticum) – západ USA od státu Washington po Kalifornii

Oreinotinus

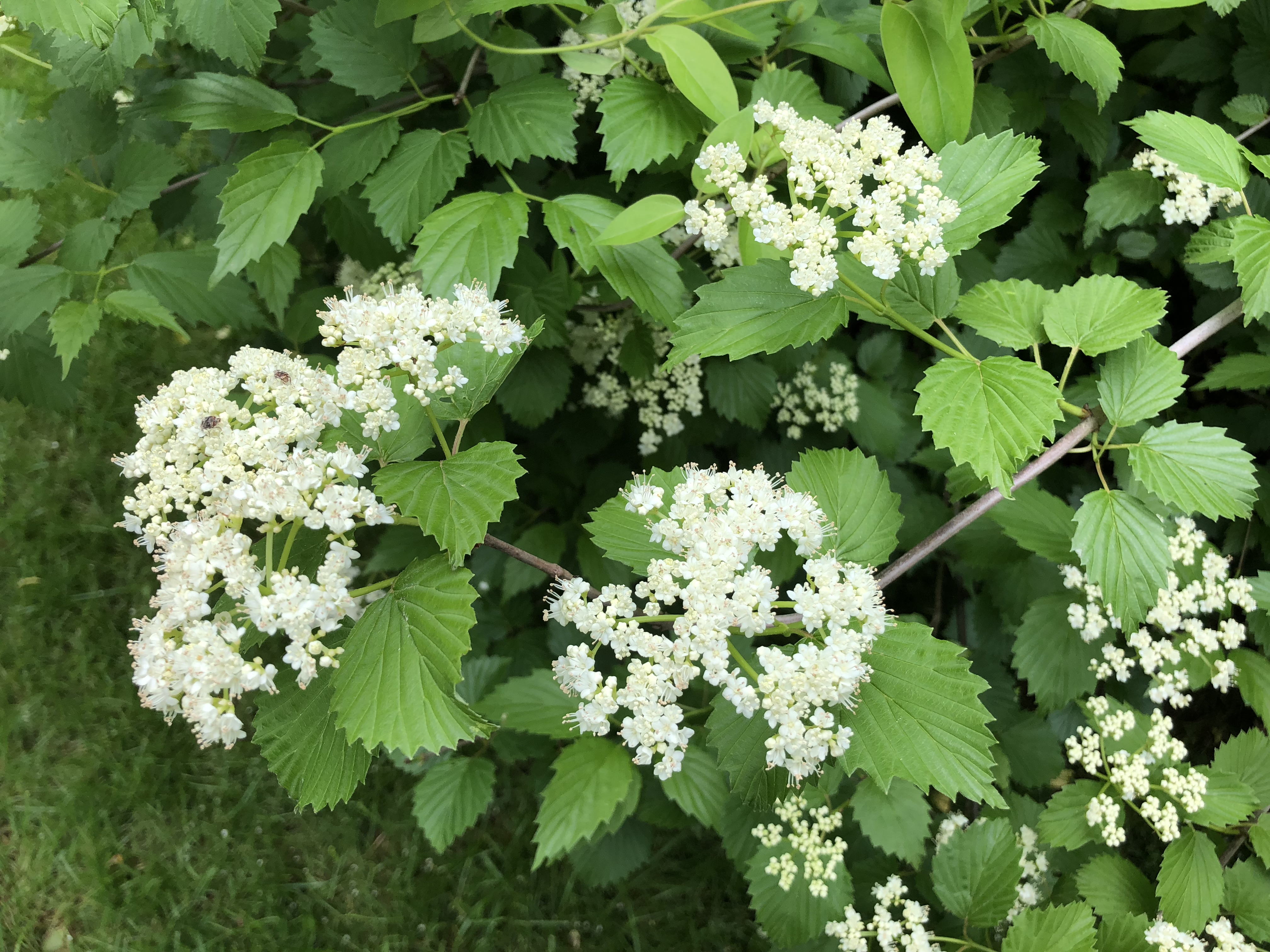
Kalina zubatá

- Velké množství blízce příbuzných druhů výhradně v mlžných horských lesích Střední a Jižní Ameriky; zimní pupeny se 2 až 3 páry volných šupin, květenství okolíkovitá, bez zvětšených sterilních květů, plody červené, vzácně černé.

Dentata – mírné a subtropické oblasti Severní Ameriky
- kalina zubatá (Viburnum dentatum) – východ a střed Severní Ameriky

Urceolata – mírné a subtropické klima východní Asie
- kalina baňkokvětá (Viburnum urceolatum) – Čína, Japonsko, Tchaj-wan

Punctata  – tropy jihovýchodní Asie
- Viburnum punctatum – jižní Čína, Indonésie, jižní Himálaj

Coriacea – převážně subtropy a tropy Asie
- kalina válcovitá (Viburnum cylindricum) – Čína, Indie, Indočína

Sambucina – převážně subtropy a tropy jihovýchodní Asie
- kalina bezovitá (Viburnum sambucinum) – Indonésie, Indočína

#### Hybridní kulturní druhy
- kalina bodnantská (Viburnum ×bodnantese; kříženec V. farreri × V. grandiflorum)
- kalina Burkwoodova (Viburnum ×burkwoodii; kříženec V. carlesii × V. utile)
- kalina Jackova (Viburnum ×jackii; kříženec V. prunifolium × V. lentago)
- kalina Juddova (Viburnum ×juddii; kříženec V. carlesii × V. bitchuense)
- kalina kulovitá (Viburnum ×carlcephalum; kříženec V. carlesii × V. macrocephalum)
- kalina pražská (Viburnum ×pragense; kříženec V. rhytidophyllum × V. utile)
- kalina vrásčitá (Viburnum ×rhytidophylloides; kříženec V. rhytidophyllum × V. lantana)
- kalina vrásčitoplodá (Viburnum ×rhytidocarpum; kříženec V. rhytidophyllum × V. buddleifolium)

## Význam

### Okrasné pěstování

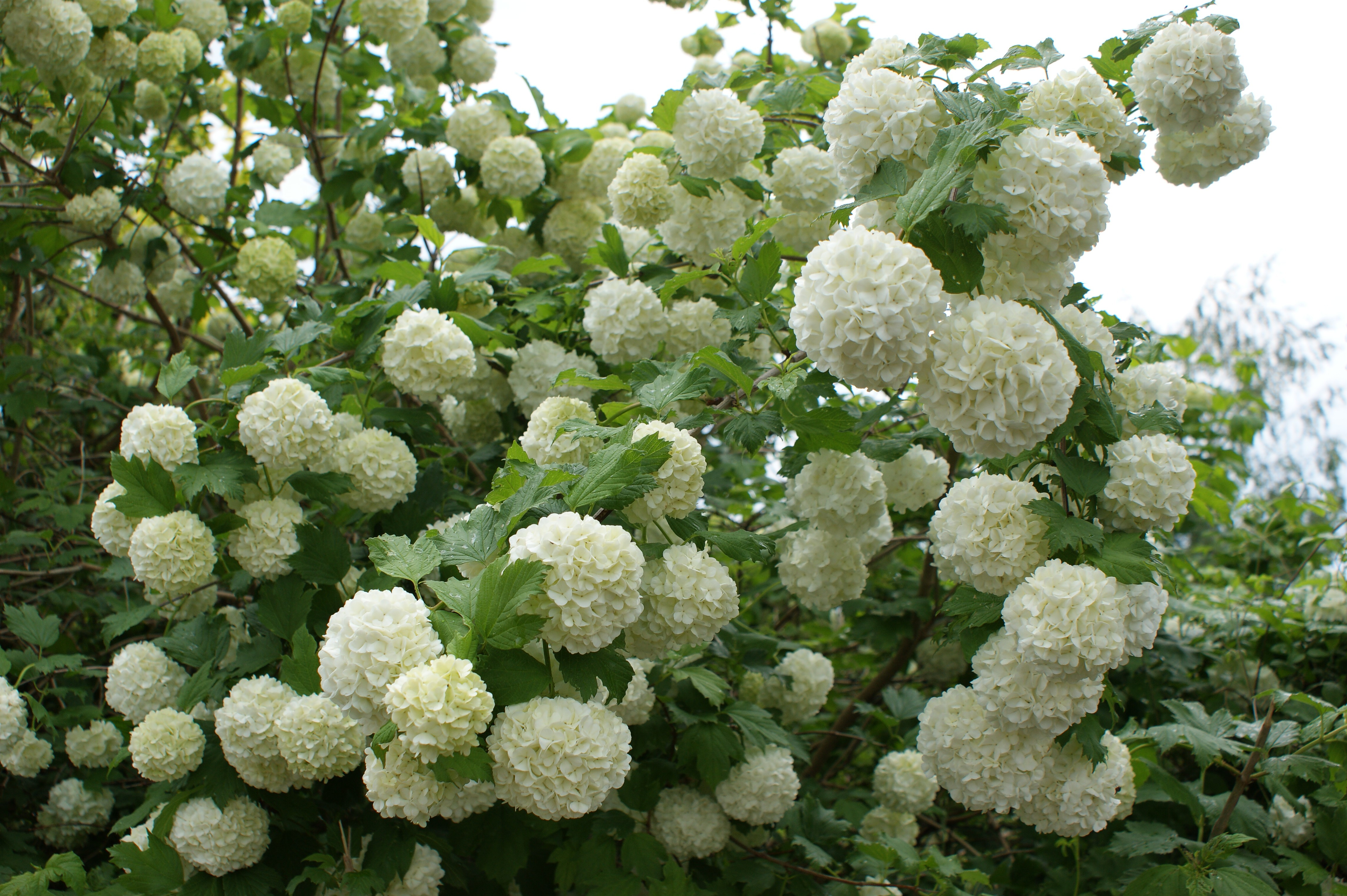
Kultivar kaliny obecné 'Roseum' s pouze sterilními květy

Kaliny jsou cenné okrasné keře, dostupné ve velkém množství kultivarů a oblíbené pro výrazný estetický účinek květů, listů i plodů. Lze je využít v parcích i zahradách jako efektní solitéry, hodí se též do skupinových výsadeb, zápojových a výplňových kulis, volněji rostoucích živých plotů, stejně jako do podrostu pod vyšší stromy. Vesměs vyžadují hlubší, živné a dostatečně vlhké půdy; druhy s plstnatými listy (např. tušalaje) snáší i sucho. Ze stálezelených druhů je v Česku nejčastěji pěstována kalina vrásčitolistá, její zahradní kříženec kalina pražská, vzácně také kalina Davidova. Opadavé a poloopadavé druhy (zejména kalina obecná a druhy zmíněné níže) a jejich kultivary a kříženci jsou ceněny v době květu a také na podzim, kdy se jejich listy zbarvují do zářivých červených, hnědočervených nebo žlutočervených odstínů; s  úspěchem lze jejich barevný účinek využívat v kontrastních kombinacích např. s japonskými javory, červeno- či zlatolistými kultivary buků a habrů, ale i se stálezelenými jehličnany. Vyšlechtěny byly i variegované formy.
Některé kaliny kvetou již v zimě a v předjaří, např. výrazně vonící kalina vonná a kalina bodnantská, velmi vonné květy má též kalina Carlesiova a její kříženci kalina kulovitá a kalina Burkwoodova. Nepříjemný pach naopak vydávají květy kaliny Sieboldovy. Nápadné sterilní květy na okrajích květenství mají i v přirozeném stavu např. kalina řasnatá a kalina obecná; pro okrasné účely byly vyšlechtěny kultivary s nadýchaným kulovitým květenstvím sestávajícím pouze z těchto sterilních květů. Barevné plody vytrvávají na keřích dlouho do zimy a vytvářejí efektní kontrast např. při sněhové pokrývce.

### Gastronomie a medicína
Plody některých druhů (např. kaliny severoamerické, višňolisté, jedlé, nahé a dalších) jsou jedlé a lze je využívat k výrobě džemů, šťáv, kaší, sušit, případně i konzumovat syrové, ideálně poté, co přešly mrazem. Jejich požívání má dlouhou tradici zejména u severoamerických indiánů, má ale své místo i v lidové kuchyni východní Evropy. Jiné druhy včetně kaliny obecné jsou považovány za mírně jedovaté, popřípadě jsou jedlé pouze poté, co projdou varem. Ze střední Itálie je znám druhový kalinový med.
Kůra a listy obsahují hydroxykumariny esculentin, scopoletin a saligenin, dále různé organické kyseliny, flavonoidy, třísloviny, steroly, cyklický alkohol viburnitol, hořčinu viburnin a další látky. V plodech jsou obsaženy také sacharidy, vitamín C a další látky. V lidové medicíně jsou používány jako nervové sedativum, ke zklidnění křečí, bolestivé menstruace, bolestí břicha a zažívacích potíží, jako úleva při kašli a nachlazení, odvar z kořenů též jako prostředek proti potratu.

### Dřevo
Pevné, žlutavě zbarvené dřevo některých druhů, např. kaliny obecné, se využívalo v řezbářství, k výrobě dřevěných dětských hraček a jiných drobných okrasných i užitkových předmětů. Rovné a pevné větve kaliny zubaté a dalších druhů, anglicky známých jako Arrowwoods, využívali indiáni k výrobě šípů; šípy ze dřeva kaliny tušalaje měl u sebe též pravěký lovec Ötzi. Ohebnými houžvemi kalinových letorostů se stahovaly balíky sena.

### Kulturní symbolika, folklór
Kalina obecná je významným prvkem ve folklóru a národní mytologii východních Slovanů, především Ukrajinců a Rusů, a objevuje se zde v mnoha lidových písních, poezii i výtvarném umění. Hluboce zakořeněna je kalina především ve folklóru ukrajinském, a to již od pohanských dob: na místech, kde rostla kalina, se údajně scházeli lidé k obřadům, při svátku kupalje nosily mladé dívky věnce upletené mimo jiné z kvetoucích větévek kaliny, která značila lásku a nevinnost; ztráta věnce symbolizovala ztrátu panenské čistoty a červené plody kapky krve při první manželské noci, kalina je tak častým námětem svatebních písní. V novější době se stala kalina ukrajinským národním symbolem, od doby první světové války je známá například vlastenecká píseň „Červená kalina“. Celosvětově populární je i díky řadě popkulturních adaptací píseň ruského skladatele Ivana Larionova „Kalinka“.
Všestranně využitelná kalina jedlá je u severoamerického kmene Haidů zmiňována v mnoha jejich zakladatelských mýtech, často jako plodina požívaná nadpřirozenými bytostmi a na slavnostech.
Kalina, květina 
smutná, tmavolistá,
v skalné rokli vypíná se
do oblohy čista.
Kalina, sněžina
květem obalená,
jako pod ní jarní voda
bíle rozpěněná.
Ve květu, v podlétu,
v zimě stojí sama,
ráda by si promluvila
s vodou, s hvězdičkama.
Kalina, květina
sama v rokli stojí,
do oblohy nedosáhne,
do vody se bojí.
Jen někdy večerem
hvězda dolů slítne;
než zapadne do té vody,
v kalině se chytne. —
Josef Václav Sládek, Skřivánčí písně (1888)

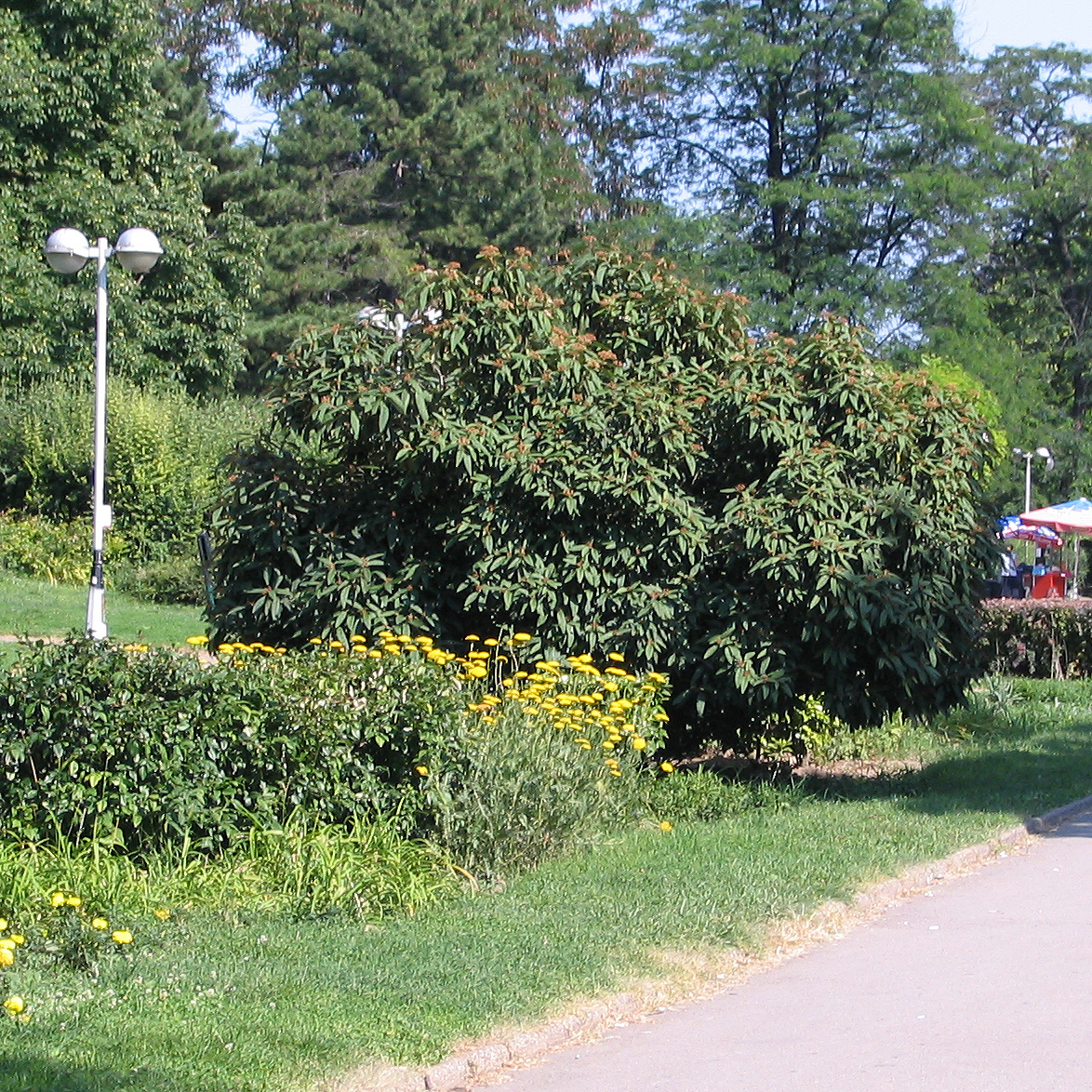
Habitus vzrostlého keře kaliny vrásčitolisté ve veřejné zeleni
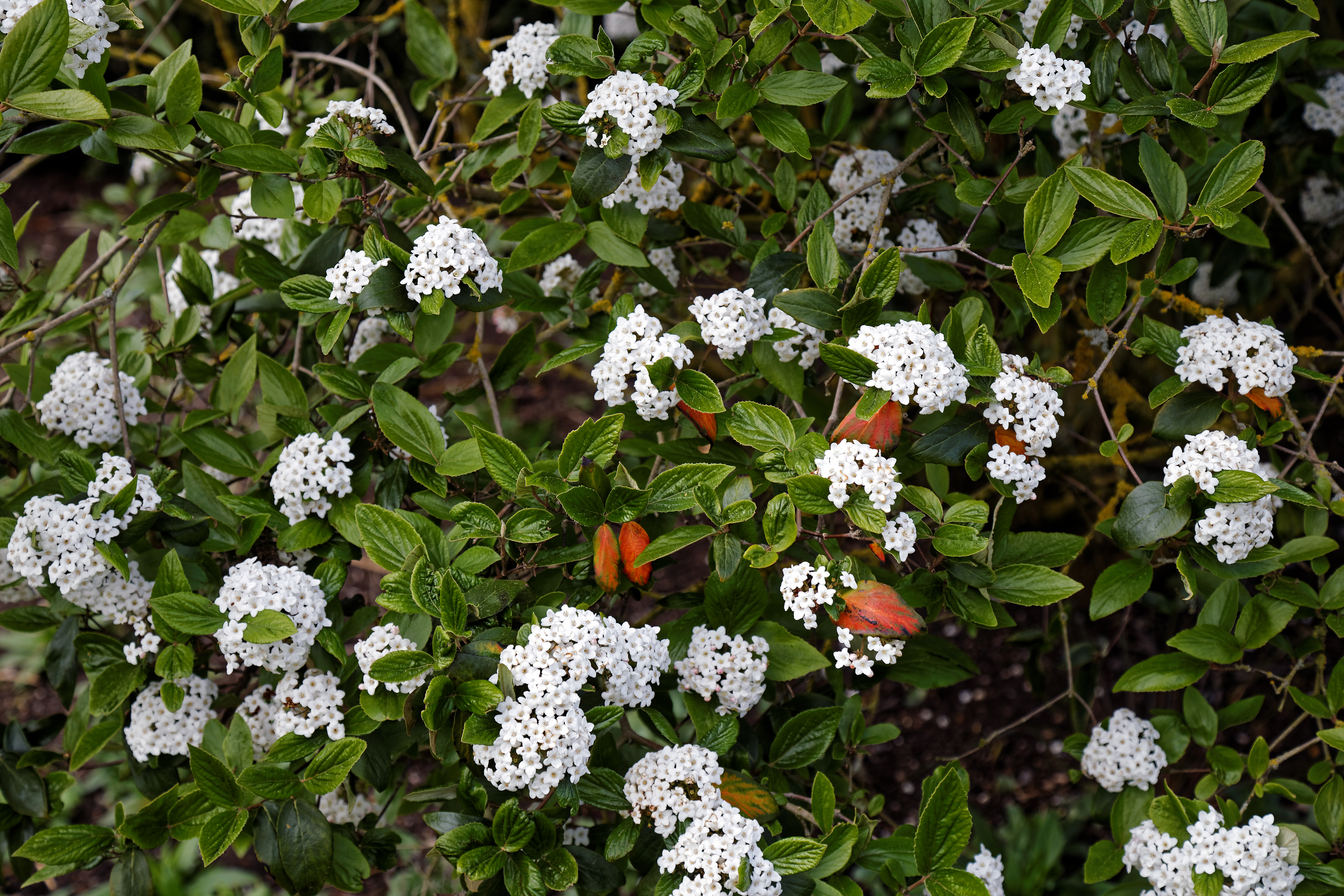
Kalina Burkwoodova
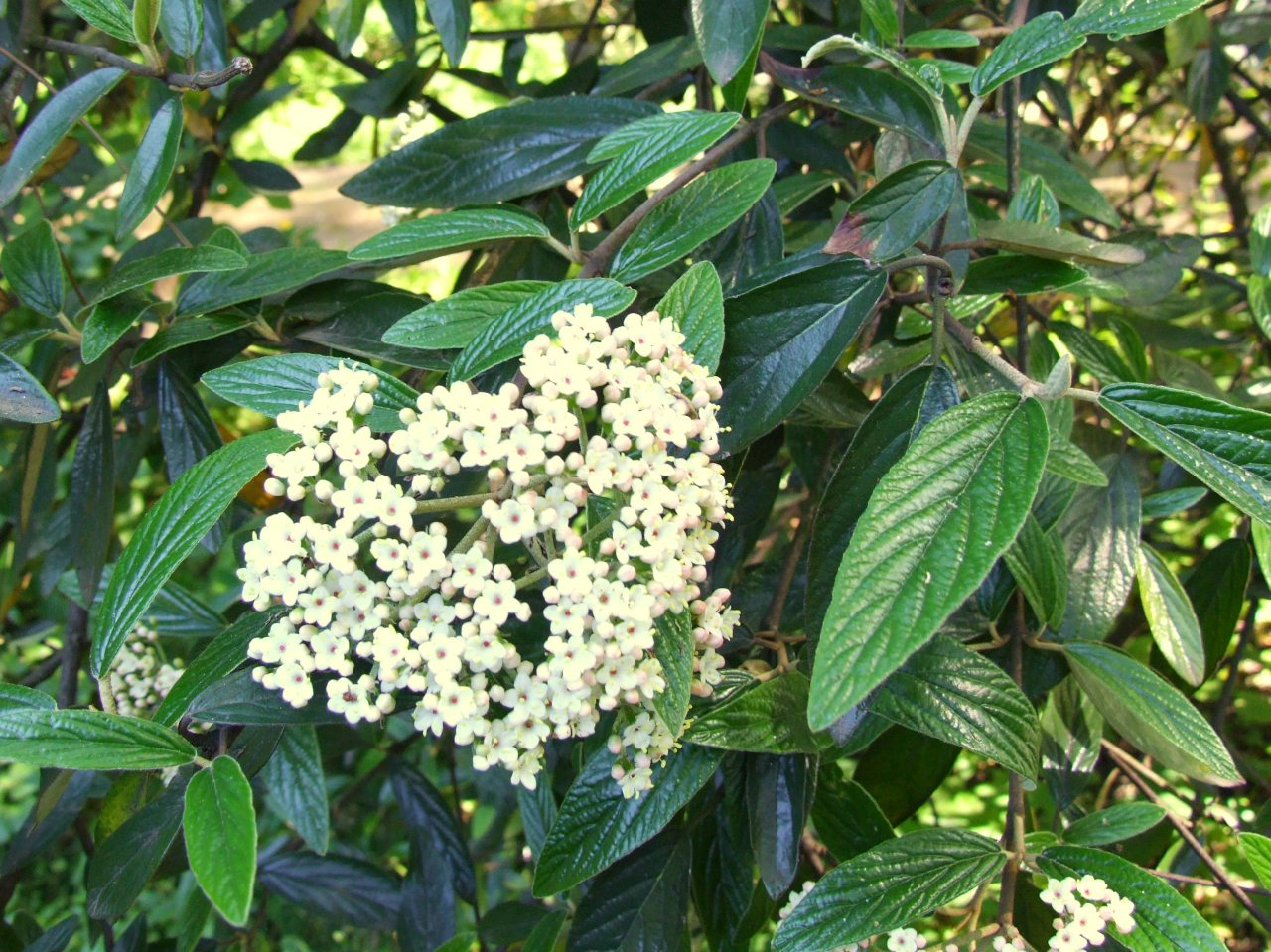
Kalina pražská
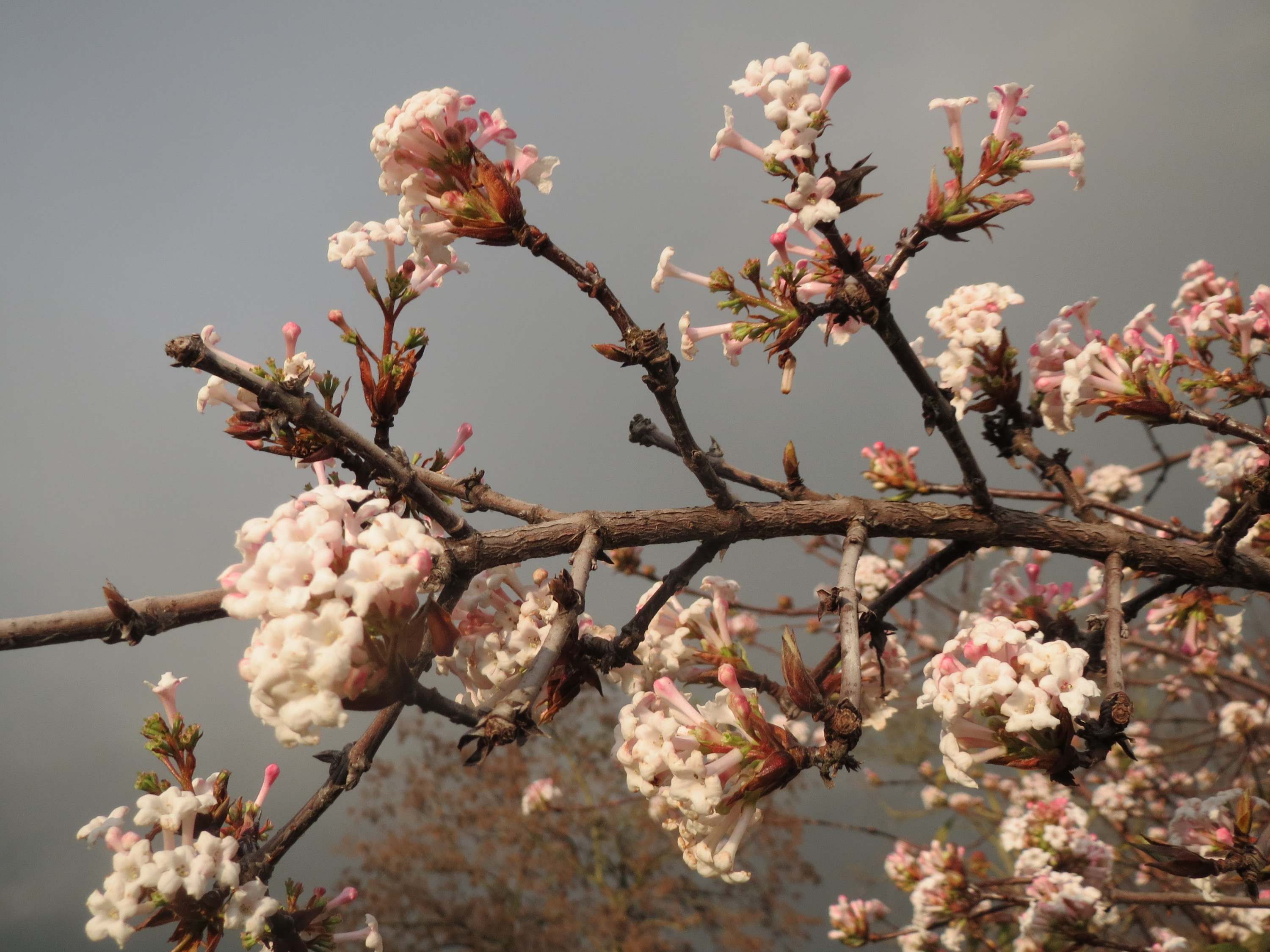
Kalina vonná a její kříženci kvetou často již v zimních měsících
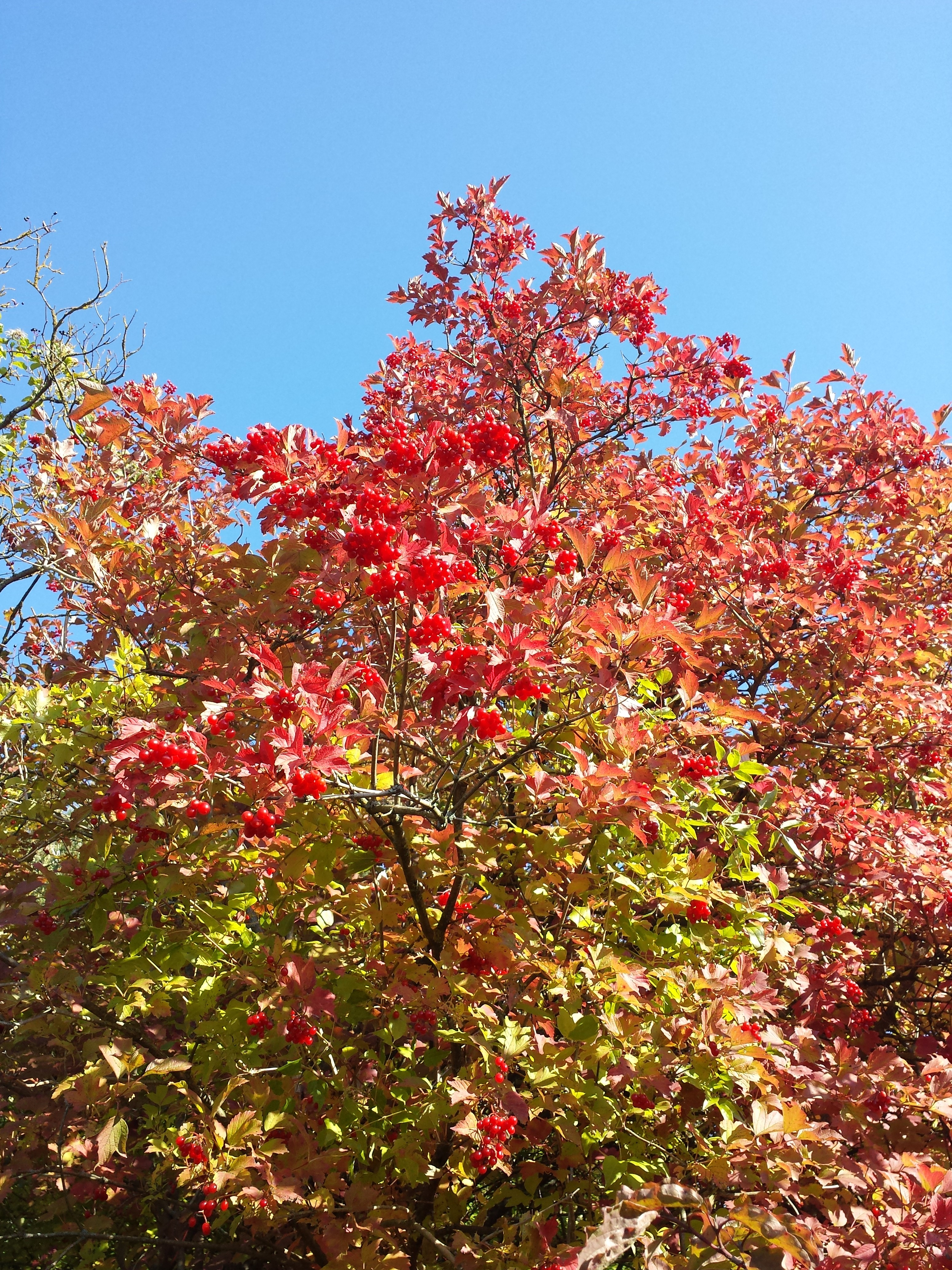
Podzimní habitus kaliny obecné
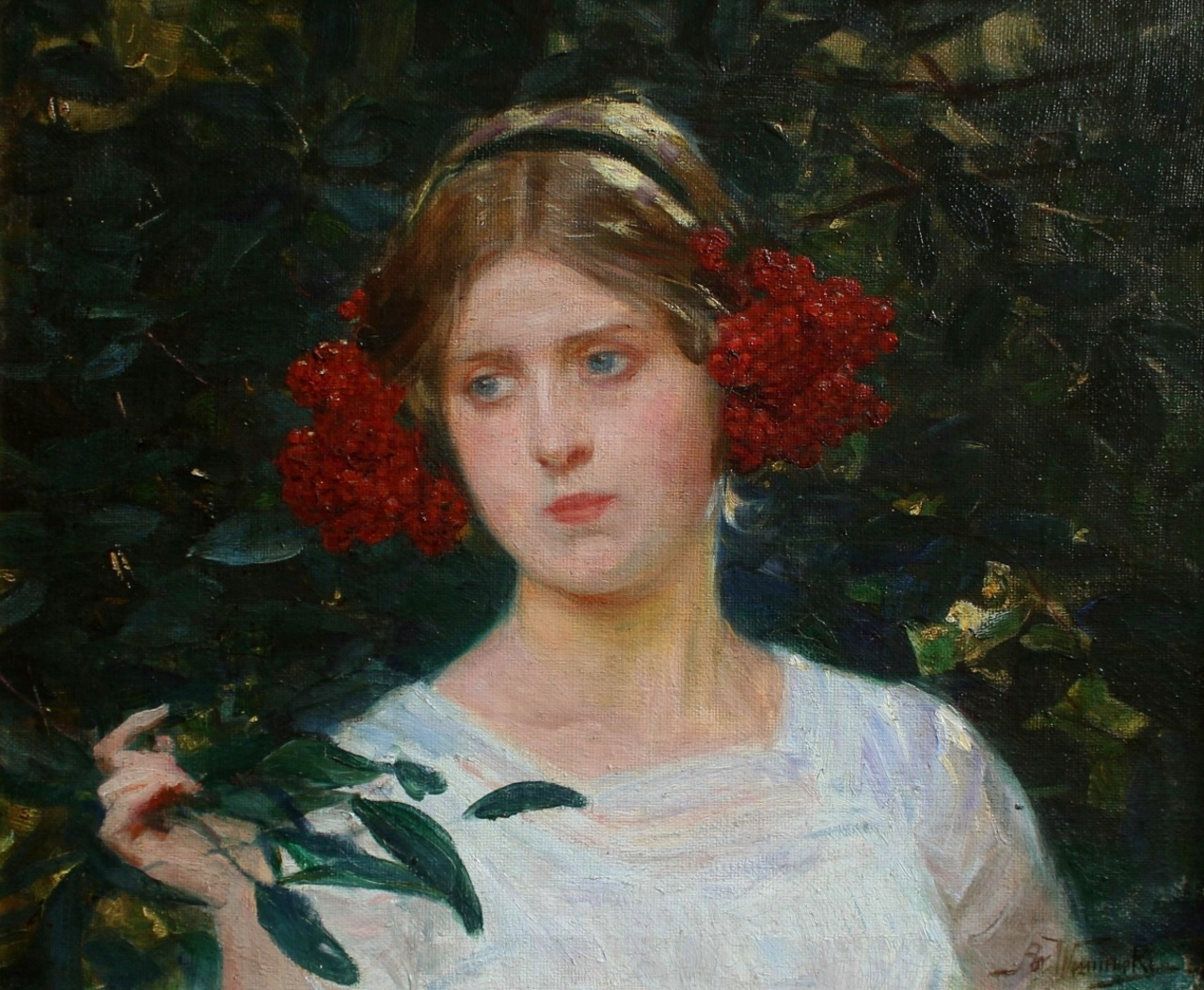
Kalina, obraz Bronisława Wiśniewského (30. léta 20. století)
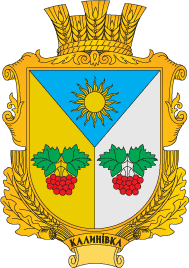
Větévky kaliny v erbu ukrajinské obce Kalynivka